# Mikulášovice
Mikulášovice (německy Nixdorf) jsou město v okrese Děčín v západní části Šluknovského výběžku táhnoucí se podél Mikulášovického potoka v délce téměř sedmi kilometrů. Své největší slávy dosáhly Mikulášovice před první světovou válkou, kdy byly s necelými osmi tisíci obyvateli největší vesnicí Rakousko-Uherska. Na město byly povýšeny roku 1916. Mikulášovice jsou známé především tradičním textilním a nožířským průmyslem. Žije v nich přibližně 2 100 obyvatel.

## Název

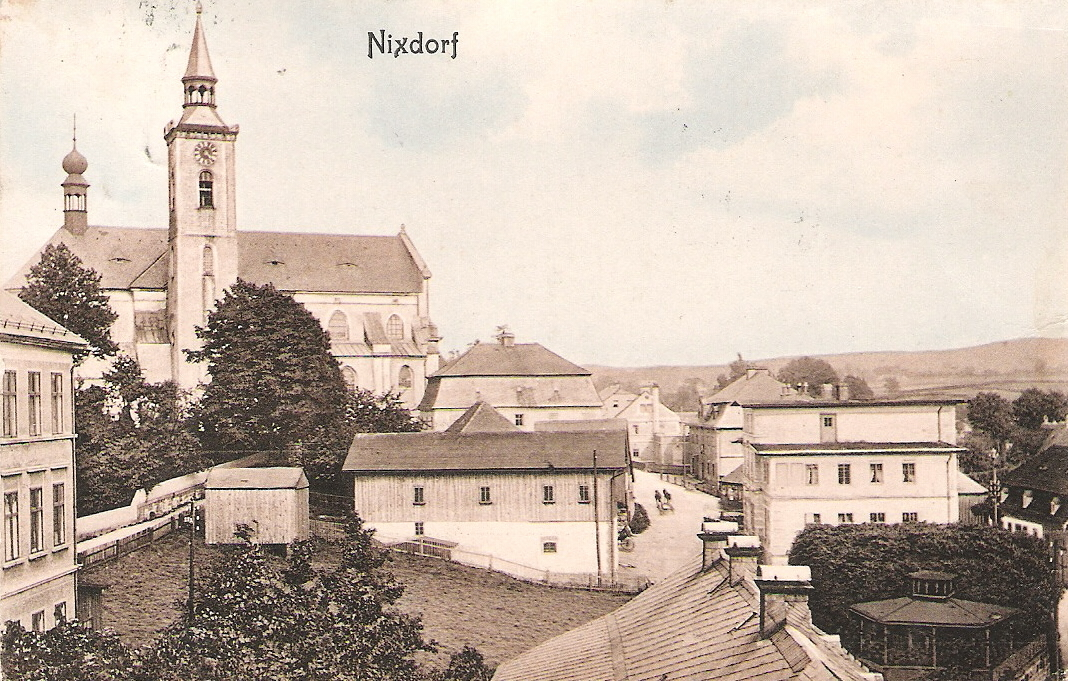
Střed města s kostelem na historické pohlednici

Původní tradice, podpořená romantickými výklady německých vlastivědců 19. století, hledala původ německého názvu města Nixdorf ve slově Nixe – vodní panna, rusalka. V okolí Mikulášovic se dříve nacházely rozsáhlé močály (der Sumpf), které prý obývaly rusalky – odtud Nixensumpf (Bažina rusalek), později Nixendorf (Ves rusalek). Pravda je ovšem poněkud méně romantická. Ve skutečnosti německý i pozdější český název pocházejí od vlastního jména Nicolaus/Mikuláš. K tomuto jménu odkazuje další z pověstí, podle které projížděl kdysi zdejším hlubokým hvozdem pohanský rytíř, kterého napadl medvěd. Jeho sluha prý prosil o pomoc svatého Mikuláše, patrona obchodníků a poutníků, a medvěd nechal rytíře být. Ten nechal jako důkaz díku postavit kapličku zasvěcenou právě svatému Mikuláši, která pak dala název celé vsi. Nejpravděpodobnější verze pojmenování vsi je však podle jejího lokátora.
Název pozdější vesnice nebyl ustálený a v různých zápisech v průběhu staletí se značně měnil. Prvně je zmiňován v polovině 14. století jako Nixendorf, později jako Nickelsdorff (1422), Nickilstorf (1451), Nicklauszdorff (1495), Niexendorffl (1544), Nyklsdorf (1654), Nikolstorff (1684) či Niclsdorf (1720). Od poloviny 18. století se název ustálil na podobě Nixdorf. Velmi sporadicky se objevoval i český název města: Mykulassowic (1422) a Mikulassowicz (1544). Český, stále užívaný název Mikulášovice byl úředně stanoven až roku 1854. Od něj je odvozené pojmenování města v hornolužické srbštině Mikławšowicy.

## Historie

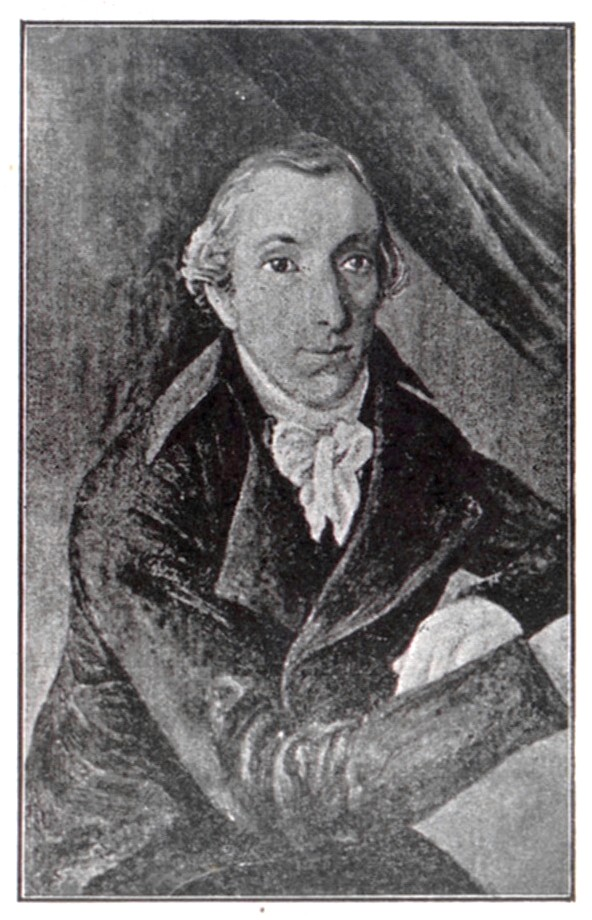
Ignaz Rösler

Ve 12. století zde žilo několik rodin uhlířů. Míšeňský biskup zde založil vesničku, jejíž součástí je dřevěná kaplička zasvěcená sv. Mikuláši. Postupně se obyvatelstvo začalo více věnovat zemědělské výrobě. V průběhu 18. století se z Mikulášovic stala významná průmyslová obec. Vznikly první brusírny a rozvíjel se nožířský průmysl. Roku 1794 zahájena nožířská výroba Ignazem Röslerem, tento podnik byl roku 1817 pojmenován jako Továrna na drobné ocelové zboží, později upraven na Továrna na ocelové zboží následovníka Ignáce Röslera, pak na Továrna na nože synů Ignaze Röslera a v letech 1945–1946 Ignác Rösler a synové pod národní správou. Největšího rozmachu pak toto odvětví dosáhlo v 19. století, byly založeny další továrny jako 1870 Franz Frenzel (FRENIX), 1885 Julius Pilz a pak Joh. Eduard Dittrich, Hubert Knoth a další továrny s více či méně zaměstnanci. Roku 1955 na těchto základech byl založen národní podnik Mikov, který v prostorách tehdejší firmy Ignaz Rösler Söhne vyrábí dodnes nože, jako poslední nositel této tradice. V roce 1891 zde byla založena Průmyslová škola nožířská (1954 přestěhována přes protesty občanů a MNV Mikulášovice do Varnsdorfu).
Mikulášovice se staly jednou z největších vesnic tehdejšího Rakouska-Uherska. 1. února 1916 byla císařem Františkem Josefem I. povýšena na město.
V letech 1938 až 1945 bylo území obce v důsledku uzavření Mnichovské dohody přičleněno k nacistickému Německu. V roce 1938 proto odešla naprostá většina českého obyvatelstva do vnitrozemí Čech. V průběhu válečných let byl zdejší průmysl přeorientován na válečnou výrobu. V továrnách pracovalo mnoho nuceně nasazených a váleční zajatci. 9. května 1945 Mikulášovice osvobodil 36. pěší pluk 8. pěší divize, 2. polské armády generála Karla Świerczewského. Velitelem 8. pěší divize byl plk. Józef Grażewicz.

## Přírodní poměry

### Poloha

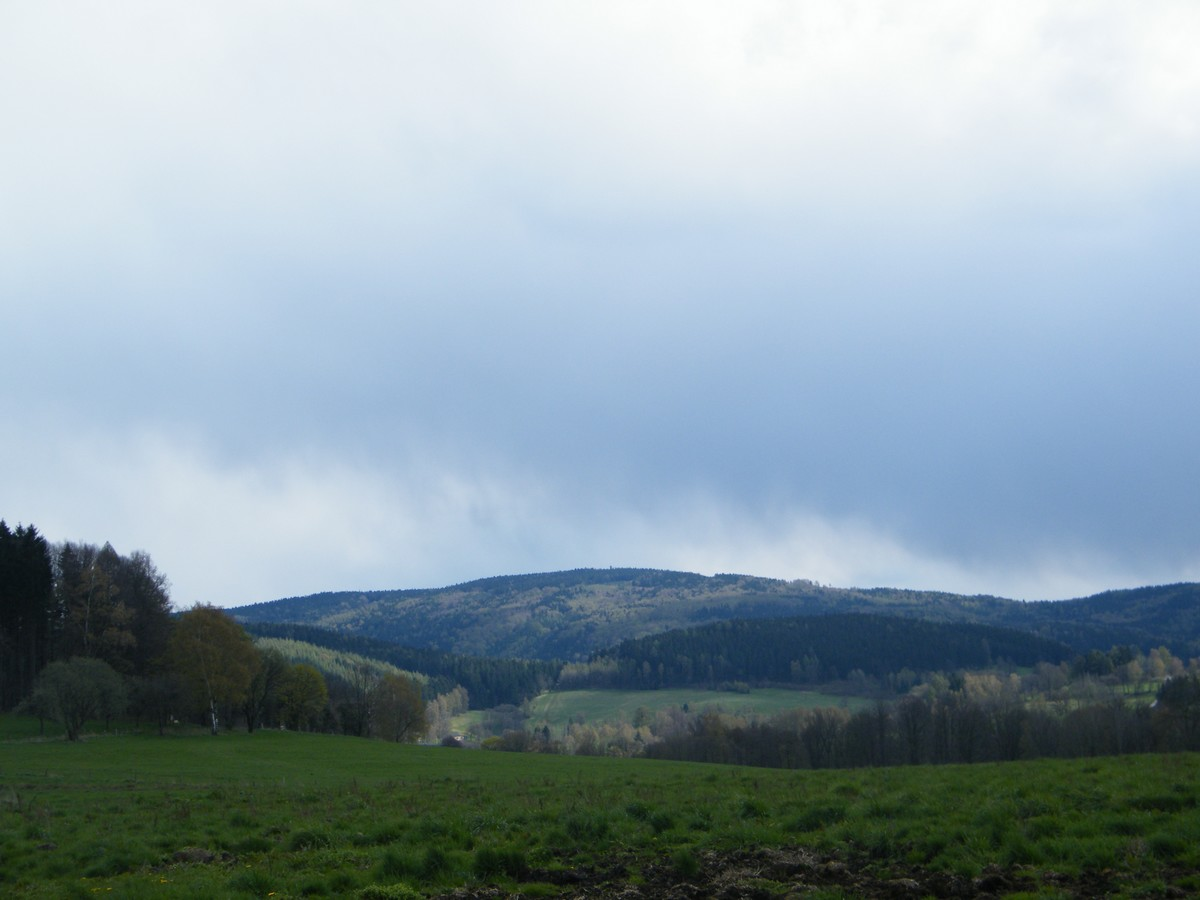
Tanečnice, nejvyšší bod Mikulášovic (599 m)

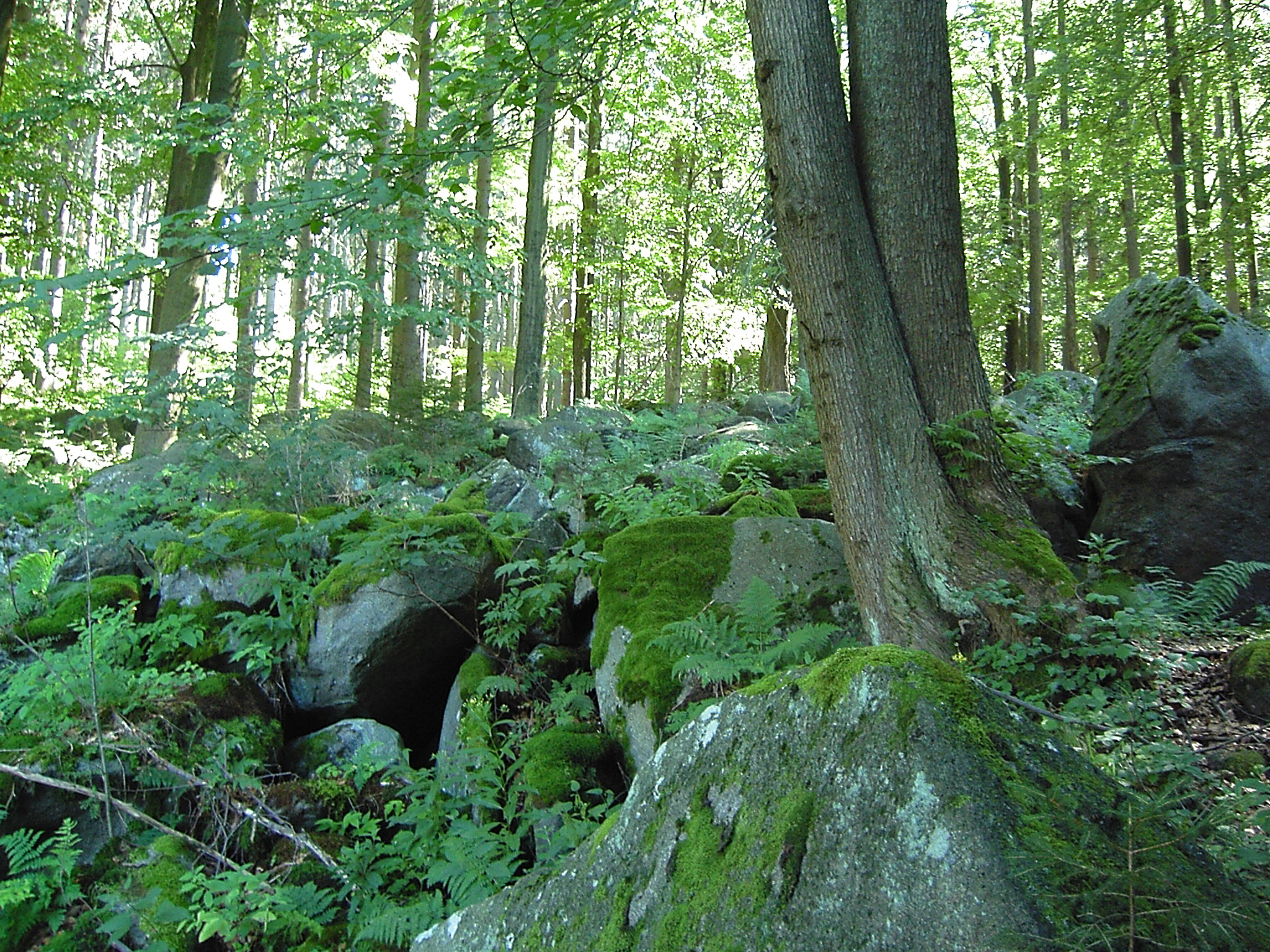
Kamenné moře na Tanečnici

Město Mikulášovice se rozkládá v západní části Šluknovského výběžku na ploše 2584,82 ha. Na severu sousedí s obcí Vilémov, na severu a severovýchodě s městem Velký Šenov (místní části Velký Šenov, Leopoldka, Staré Hraběcí, Knížecí), na východě se Starými Křečany (místní část Kopec), na jihu a západě s velkým okresním městem Sebnitz (místní části Hinterhermsdorf, Saupsdorf, Hertigswalde a Sebnitz). Všechny čtyři části města, tedy Mikulášovice, Mikulášovičky, Salmov a Tomášov, tvoří dohromady jedno společné katastrální území Mikulášovice.

### Geomorfologie
Celé území Mikulášovic náleží z geomorfologického hlediska ke geomorfologickému celku Šluknovská pahorkatina, jejímu podcelku Šenovská pahorkatina a okrskům Mikulášovická pahorkatina (převážná většina území) a Hrazenská pahorkatina (východní okraj území). Nejvyšším bodem území je vrchol Tanečnice (599 m), nejnižším pak hladina Mikulášovického potoka (358 m) na hranici katastrálních území Mikulášovice a Vilémov u Šluknova. Reliéf Mikulášovic je členitý, dominuje mu pásmo kopců táhnoucí se od Valdeku, které zahrnuje vrchy Plešný, Hraniční vrch a Tanečnici. Od Plešného se odděluje vedlejší pásmo táhnoucí se po severní části katastrálního území přes Větrník a Čapák k Šenovskému vrchu. Mezi hlavní a vedlejší pásmo je vklíněno údolí Mikulášovického potoka, podél kterého je soustředěna většina zástavby města.
| #   | Obrázek | Vrch                        | Výška (m n. m.) | Souřadnice vrcholu               |
| --- | ------- | --------------------------- | --------------- | -------------------------------- |
| 01. |         | Tanečnice                   | 599             | 50°57′58″ s. š., 14°19′12″ v. d. |
| 02. |         | Plešný                      | 593             | 50°57′31″ s. š., 14°25′24″ v. d. |
| 03. |         | Hraniční vrch (Hančův vrch) | 522             | 50°56′47″ s. š., 14°21′49″ v. d. |
| 04. |         | Radar                       | 509             | 50°57′12″ s. š., 14°22′27″ v. d. |
| 05. |         | Meyerův vrch                | 509             | 50°57′24″ s. š., 14°24′13″ v. d. |
| 06. |         | Černý vrch                  | 503             | 50°57′01″ s. š., 14°20′48″ v. d. |
| 07. |         | Roklinka                    | 496             | 50°57′33″ s. š., 14°20′36″ v. d. |
| 08. |         | Tomášovský vrch             | 493             | 50°57′18″ s. š., 14°19′44″ v. d. |
| 09. |         | Hůrka                       | 493             | 50°57′15″ s. š., 14°20′40″ v. d. |
| 10. |         | Čapák                       | 493             | 50°58′00″ s. š., 14°22′33″ v. d. |
| 11. |         | Šenovský vrch               | 487             | 50°58′51″ s. š., 14°21′29″ v. d. |
| 12. |         | Větrník                     | 484             | 50°57′58″ s. š., 14°23′01″ v. d. |
| 13. |         | Skalka                      | 477             | 50°57′22″ s. š., 14°22′24″ v. d. |
| 14. |         | Loupežník                   | 476             | 50°58′32″ s. š., 14°21′39″ v. d. |
| 15. |         | Jelení kopec                | 475             | 50°58′17″ s. š., 14°22′52″ v. d. |
| 16. |         | Železný kopec               | 471             | 50°57′10″ s. š., 14°19′50″ v. d. |
| 17. |         | Sjezdovka (Kostelní vrch)   | 461             | 50°58′16″ s. š., 14°21′05″ v. d. |
| 18. |         | Mravenčák                   | 459             | 50°57′50″ s. š., 14°21′02″ v. d. |
| 19. |         | Kamenný vrch                | 448             | 50°58′51″ s. š., 14°19′51″ v. d. |
| 20. |         | Davidův vrch                | 448             | 50°57′55″ s. š., 14°20′42″ v. d. |
| 21. |         | Strážný vrch                | 439             | 50°58′41″ s. š., 14°20′14″ v. d. |

### Geologie a půdy
Celé katastrální území Mikulášovic náleží k lužickému žulovému masivu prvohorního stáří. Hlavní horninou, převládající na většině území, je lužický granodiorit. Je drobno až střednězrnný, biotitický a vlivem křemene má bělošedou až modrošedou barvu, zvětralý pak rezavě hnědou. Jeho stáří je odhadováno na 280 milionů let. Na jihovýchodě území je granodiorit vystřídán brtnickou a rumburskou žulou, jejichž výskyt je vázán na širší okolí lužického zlomu, který prochází jižně od Mikulášovic mimo jejich území. Obě žuly jsou hrubozrnné a jejich stáří je odhadováno na více než 500 milionů let. Brtnická žula je díky draselnému živci zbarvená do červena či růžova, rumburská je modrošedá. Jak granodiorit, tak žuly vytvářejí četné porfyry, které jsou podle vzhledu a složení klasifikovány jako granodioritové, granitové či křemenné.
Podložní granodiorit na mnoha místech narušují různě mocné žíly doleritu, dříve nazývaného jako diabas. Ten je v závislosti na složení černý až černozelený a do 70. let 20. století byl na několika místech těžen. Kromě doleritu vystupují na různých místech průniky mladších magmatických hornin, které jsou podle složení rozlišovány na nefelinický bazanit, tefrit, olivinický nefelinit, limburgit či fonotefrit. Jižní částí města se táhne dlouhá křemenná žíla, kterou provází zvláště v údolí Strážného potoka nepříliš vydatné naleziště limonitu. V lomu v dolních Mikulášovicích byl prokázán slabý výskyt rud, především chalkopyritu. Na svahu Plešného se vyskytují xenolity lherzolitu a rovněž jako xenolit se na celém území v granodioritu objevuje drobová rula. Podél vodních toků se nachází deluviální hlinitokamenité sedimenty a fluviální jílovitopísčité až písčité hlíny, místy písčité štěrky čtvrtohorního stáří.
Převažujícím půdním typem je mesobazická modální kambizem, kterou ve vyšších polohách střídá kambizem dystrická. Podél vodních toků se rozkládá modální glej a oglejená kambizem, na svazích Tanečnice a Plešného se nachází rankery.

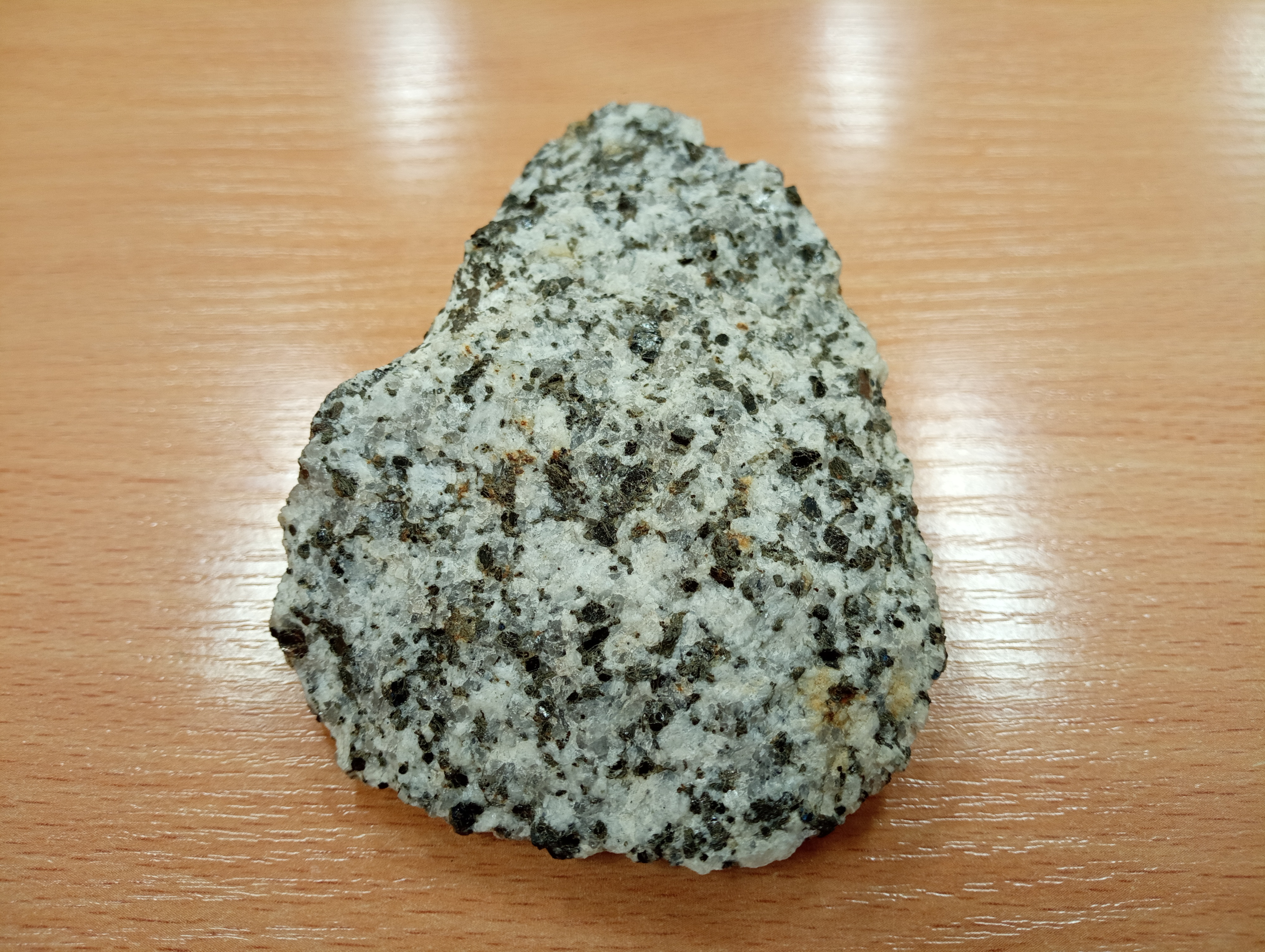
Lužický granodiorit
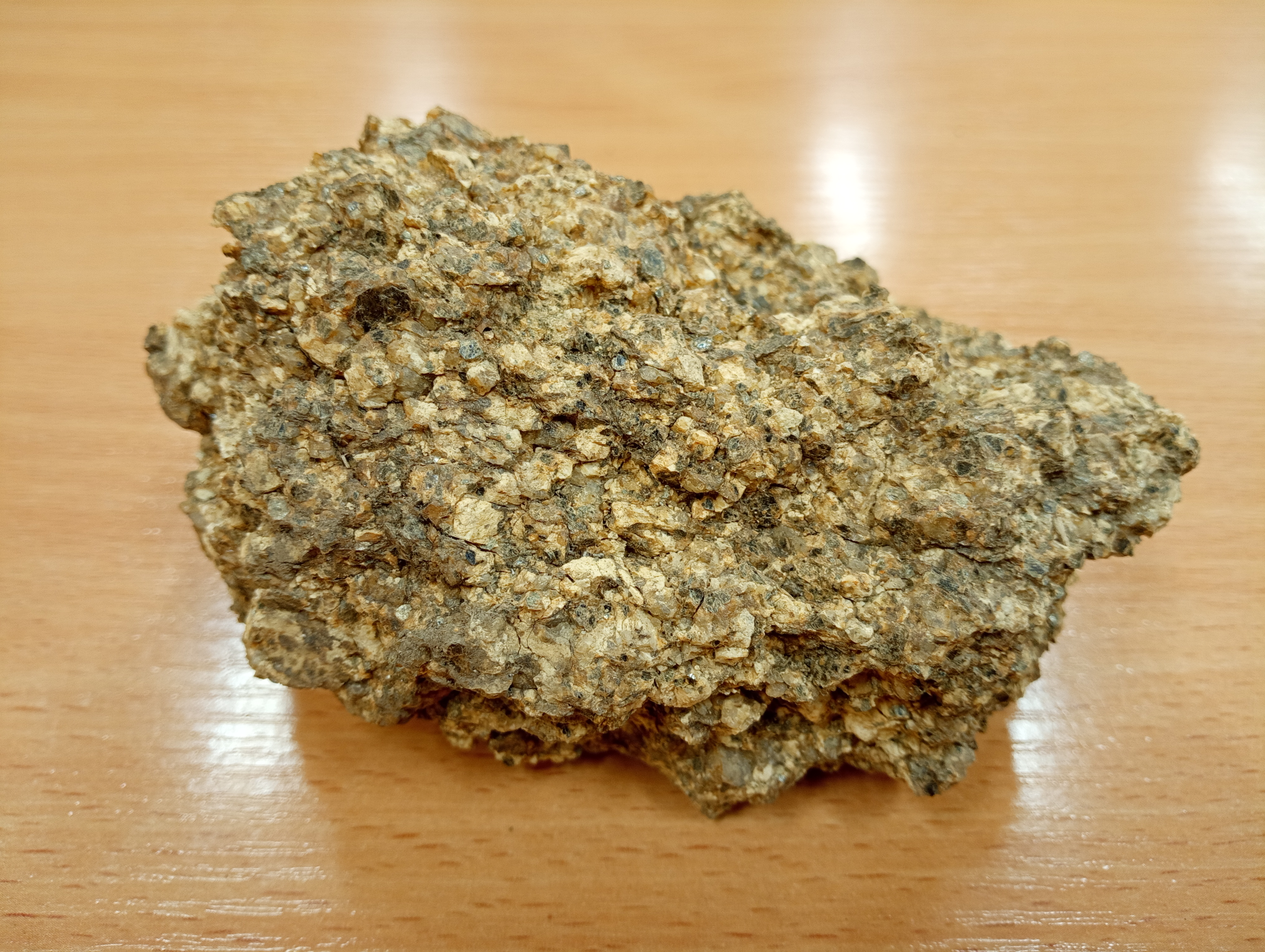
Silně zvětralý lužický granodiorit
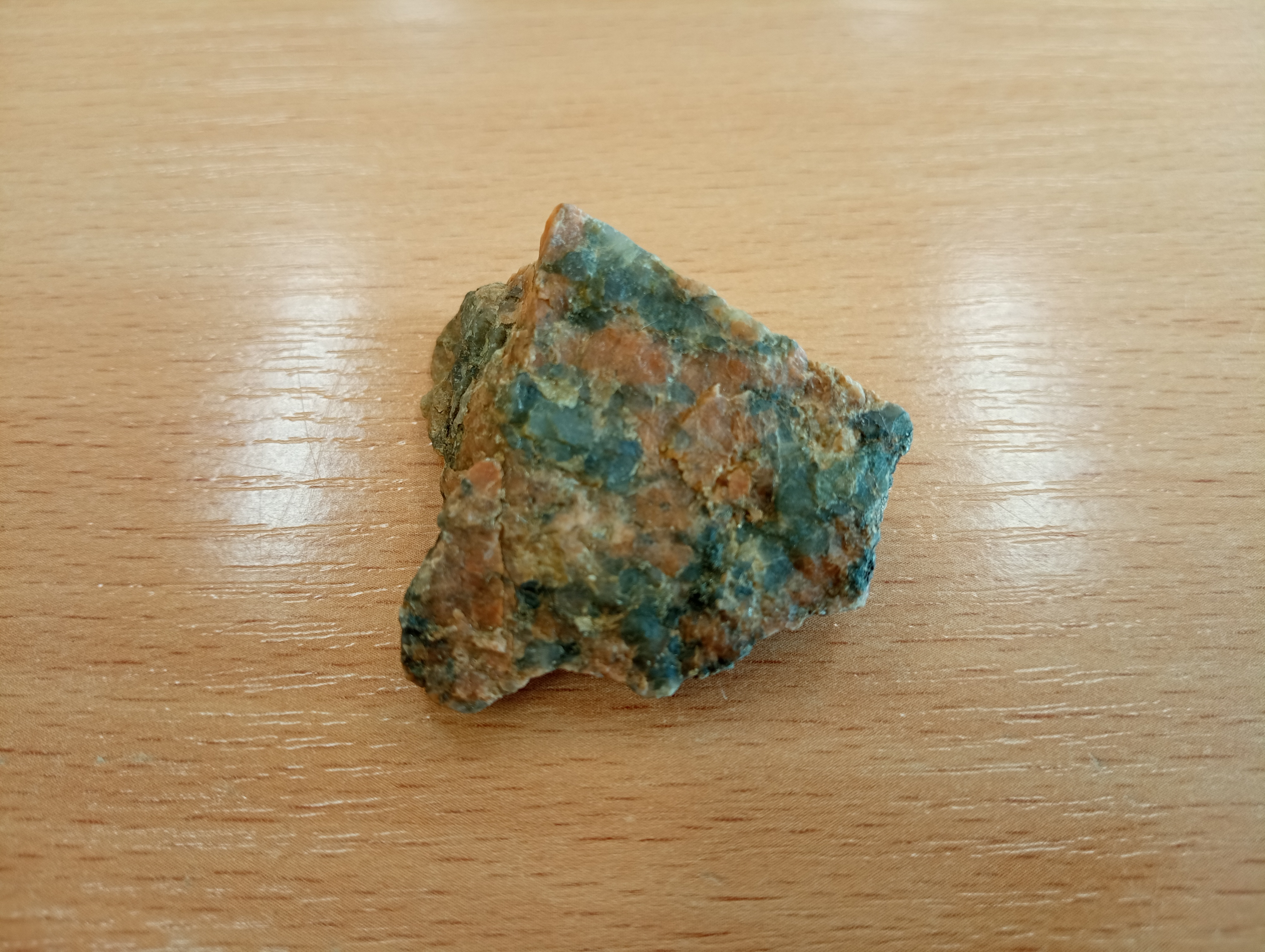
Brtnická žula
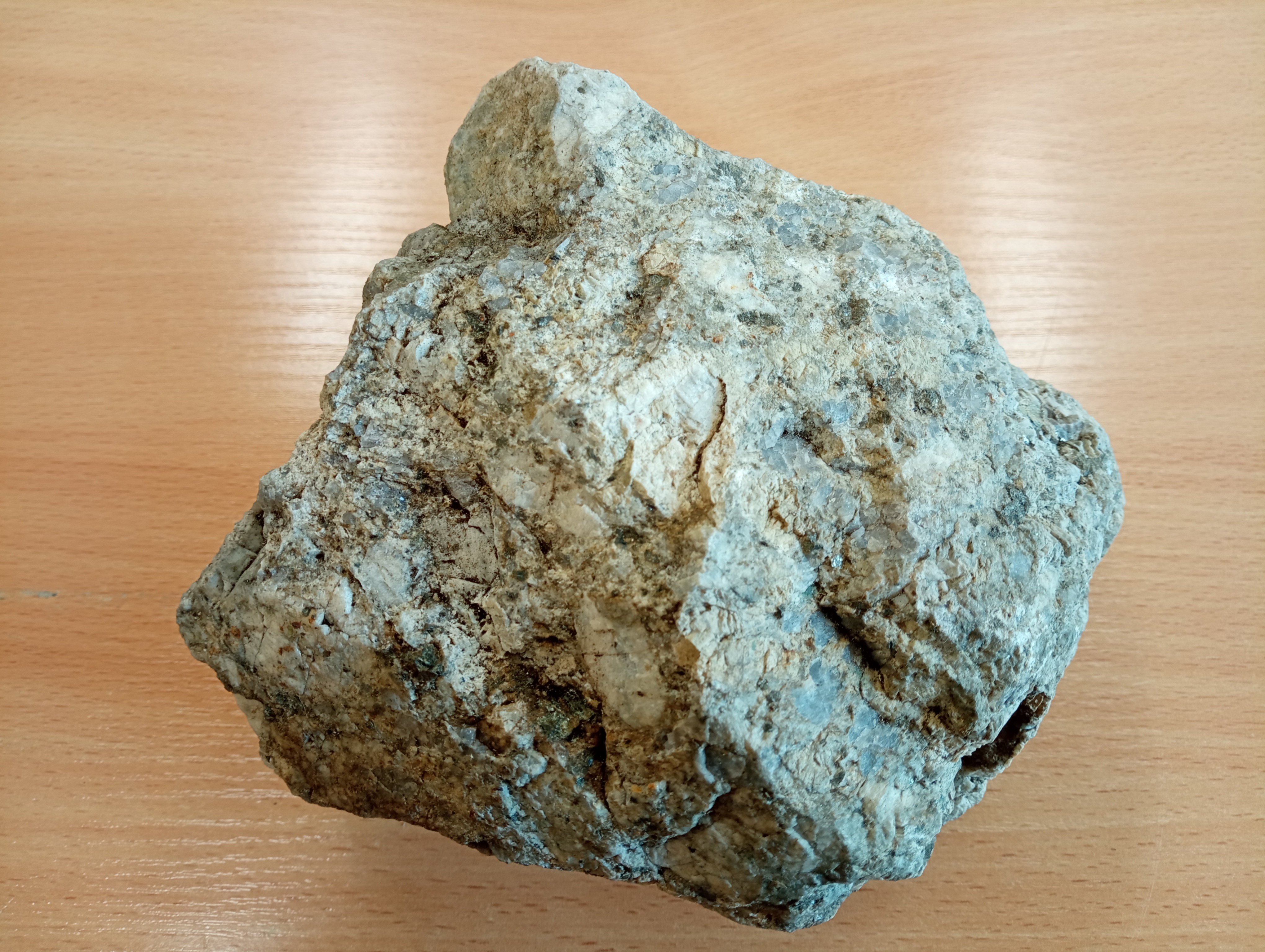
Rumburská žula
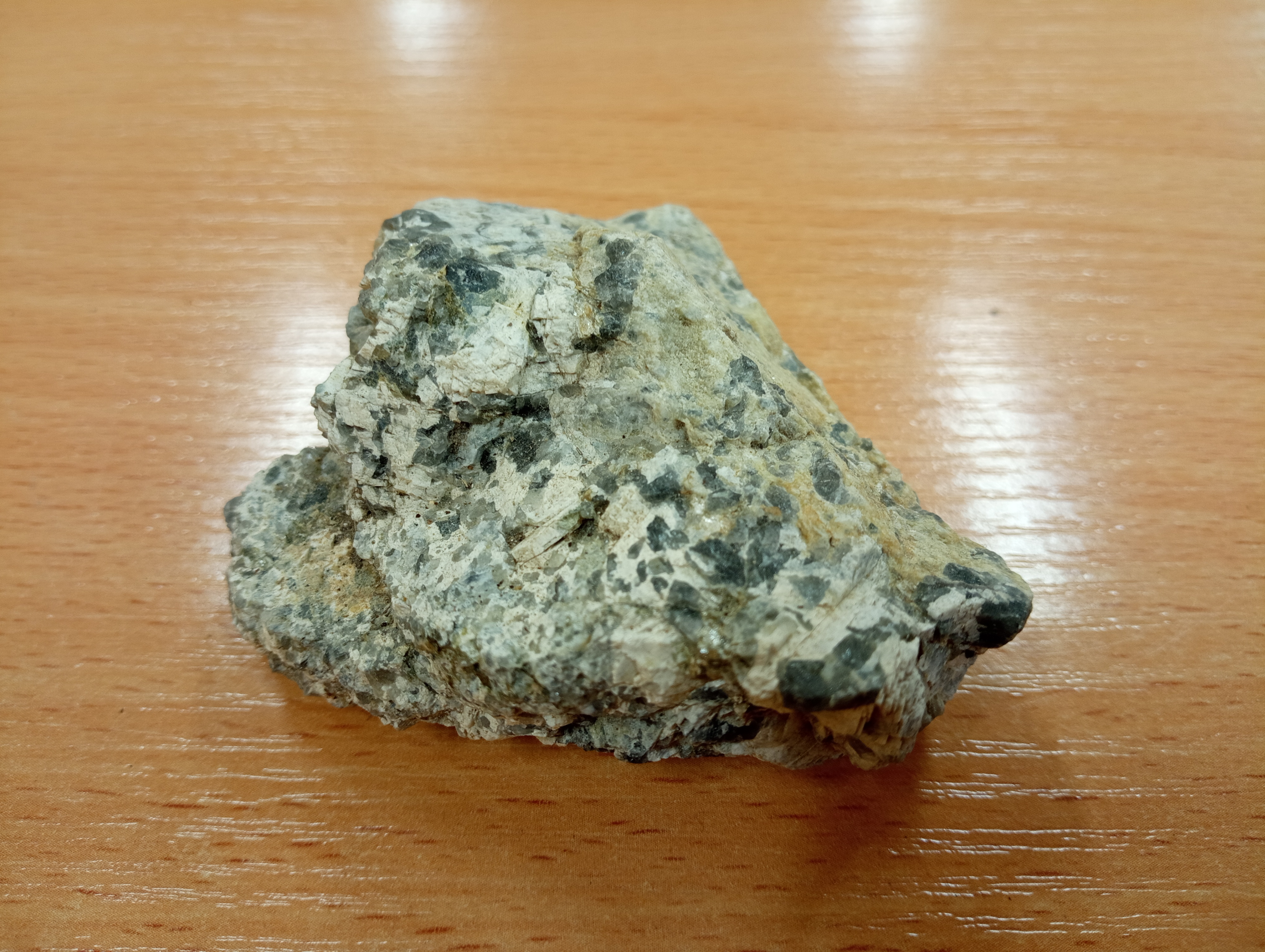
Porfyr
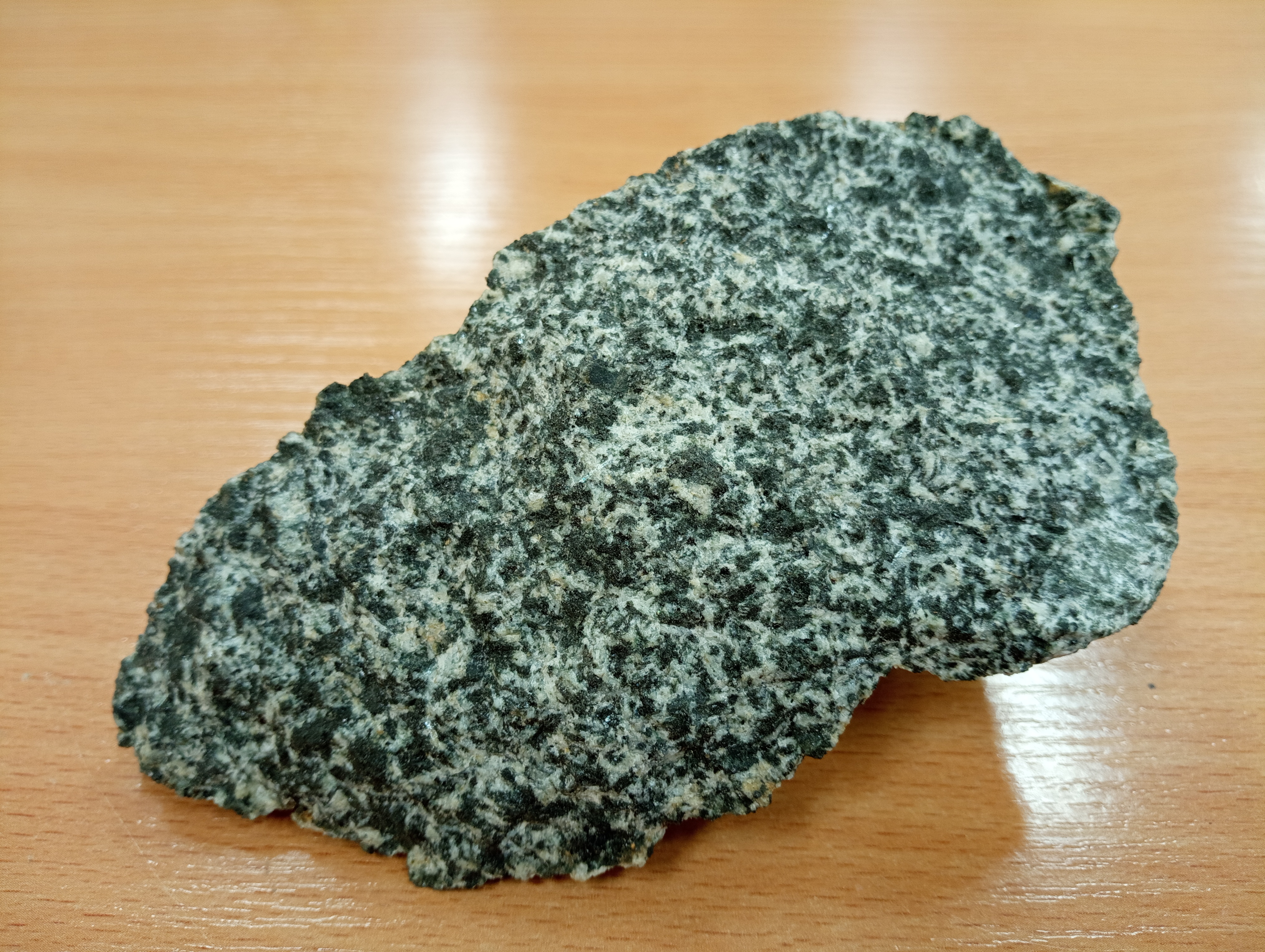
Dolerit
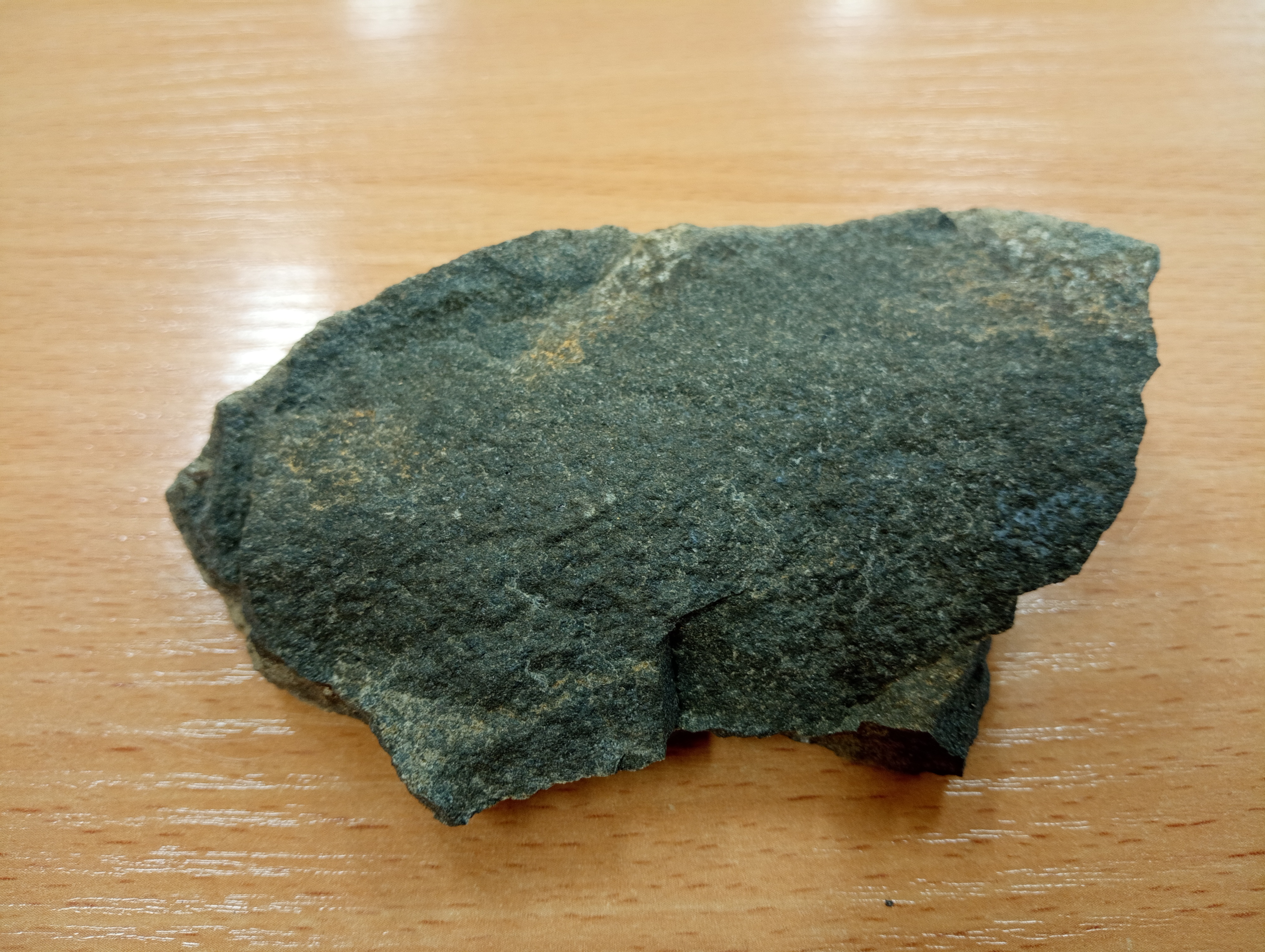
Tefrit
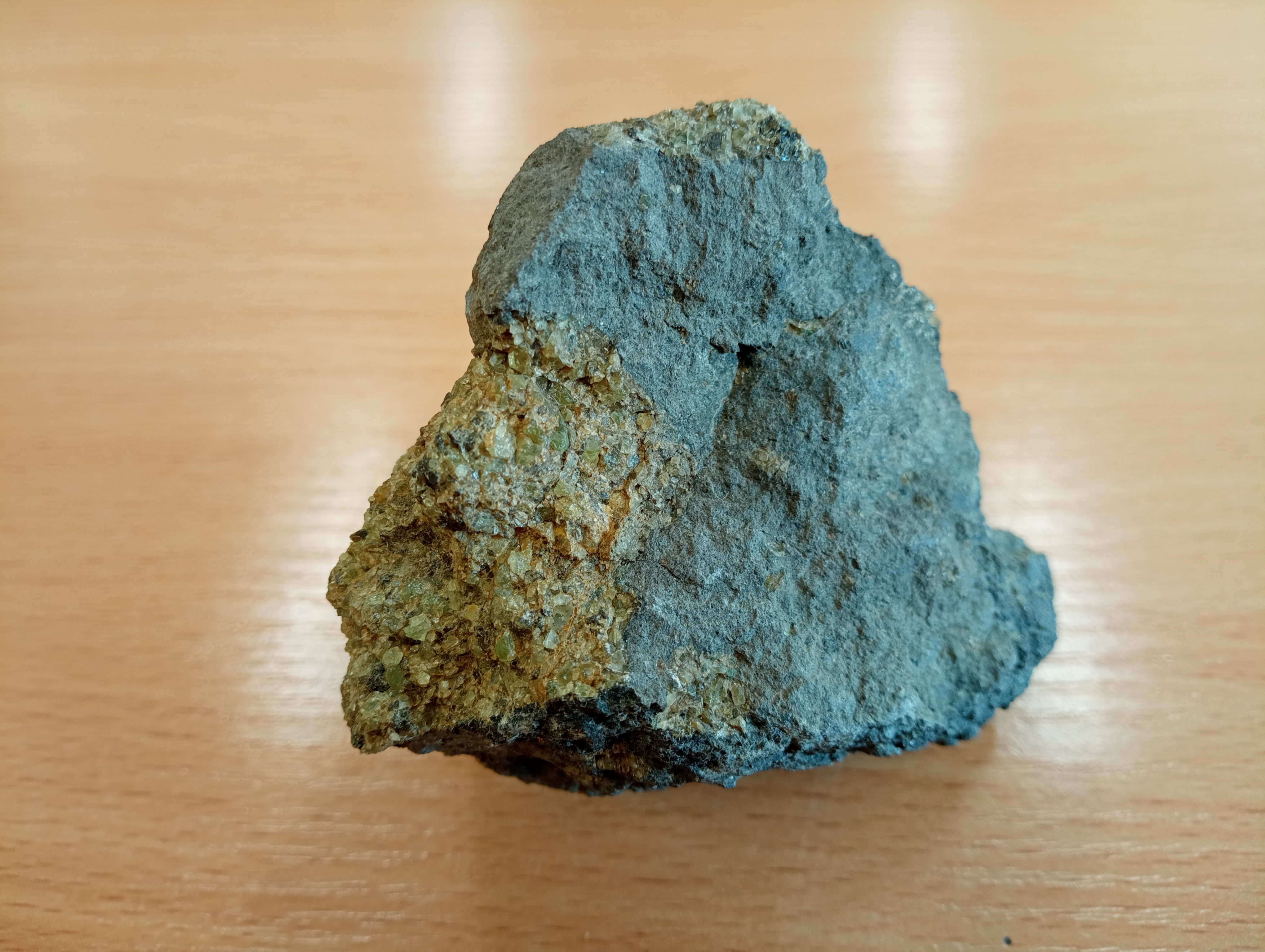
Bazanit s lherzolitem
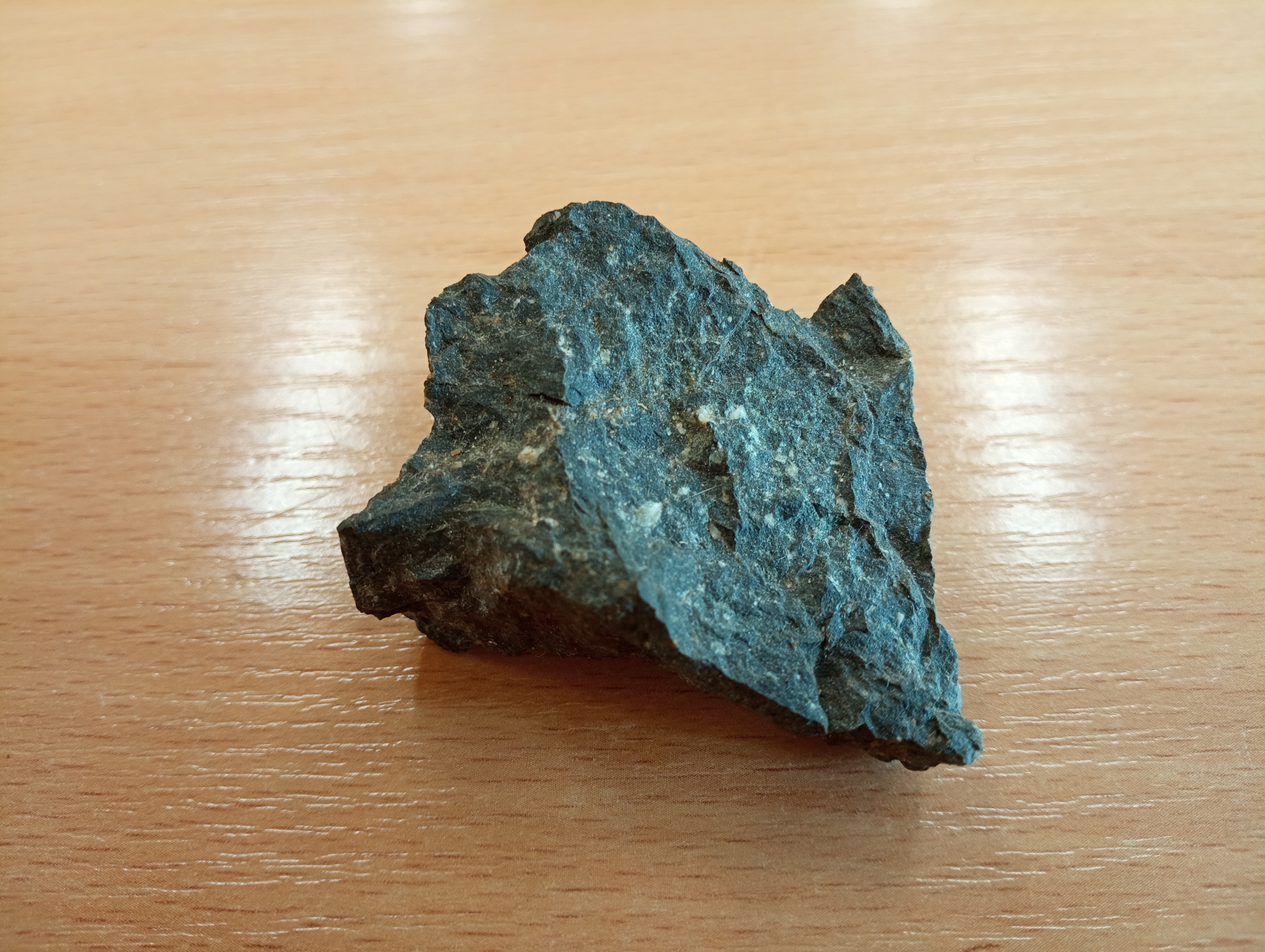
Limburgit
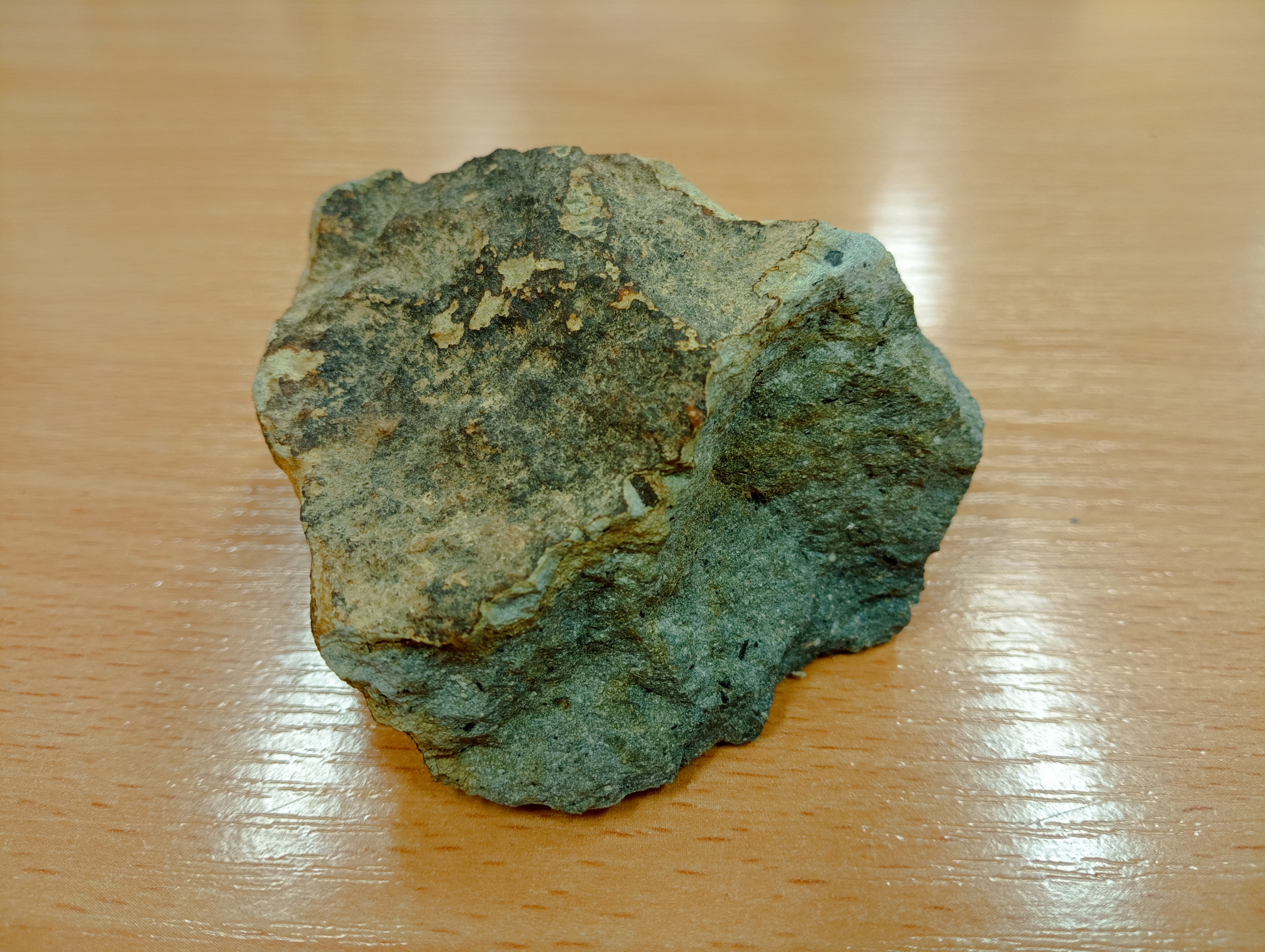
Fonotefrit
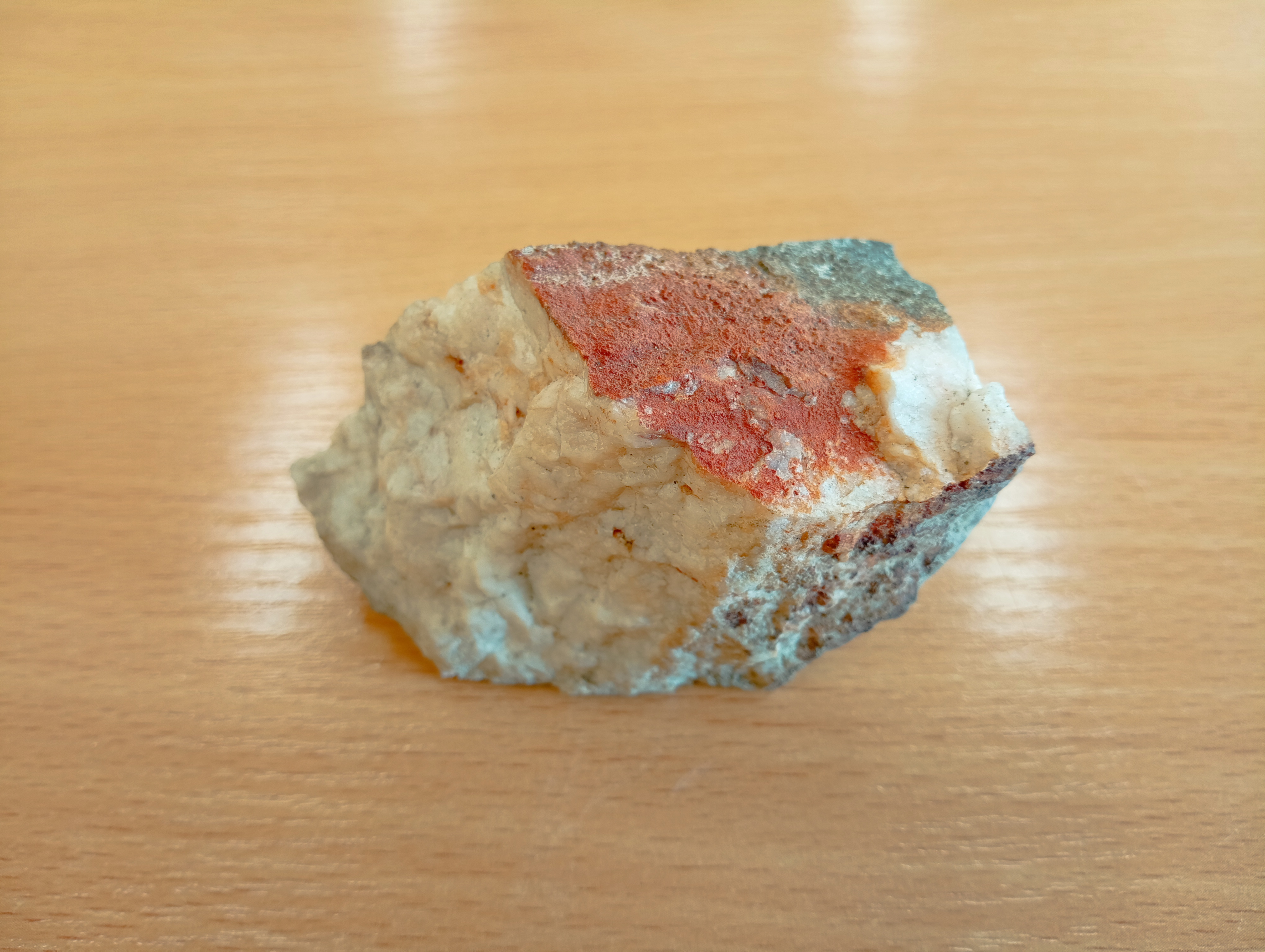
Křemen s limonitem
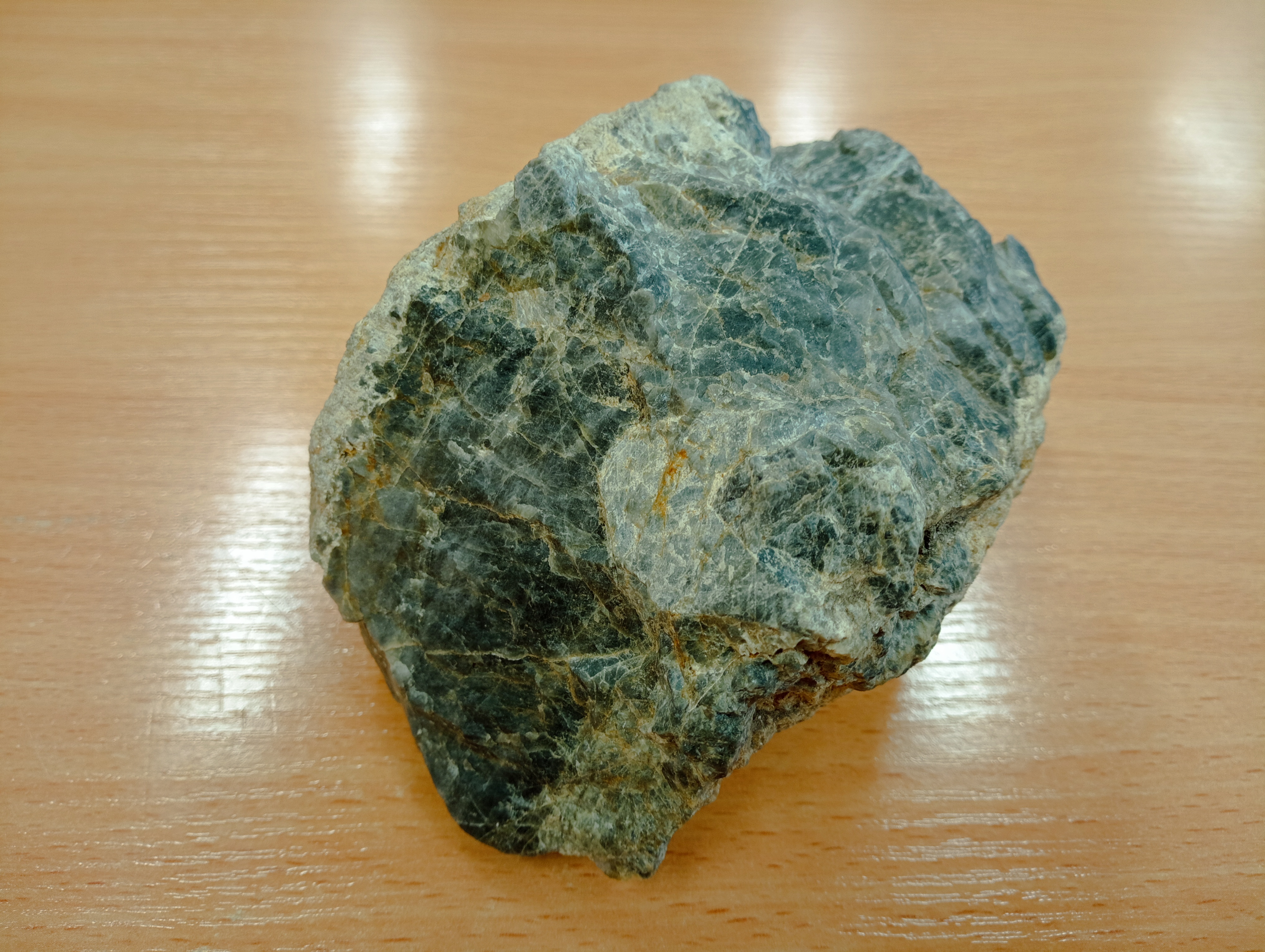
Křemen

### Vodstvo

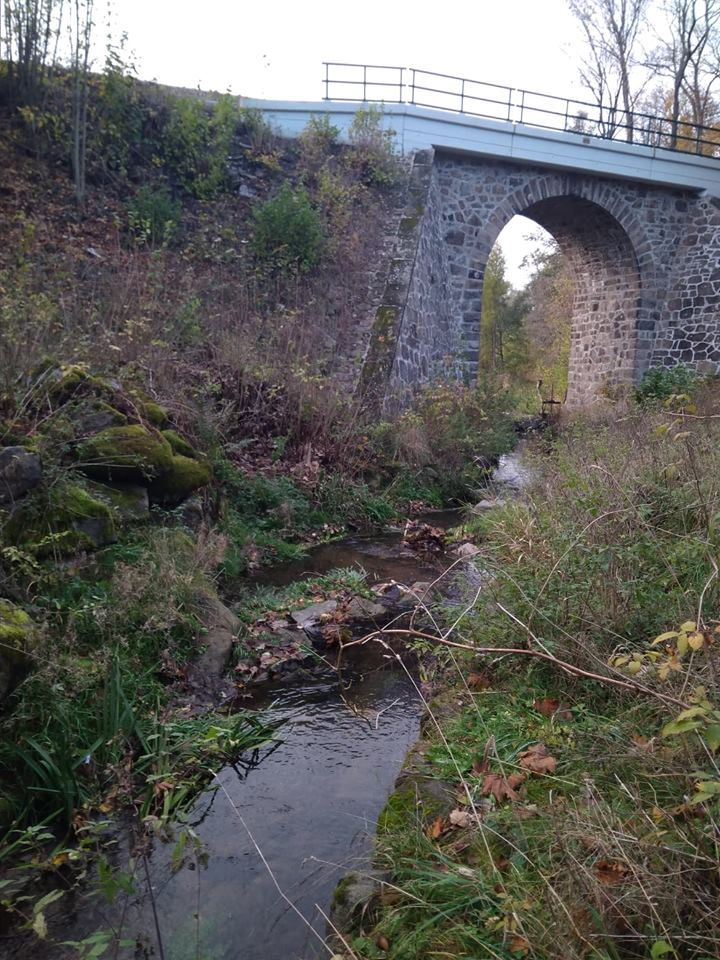
Mikulášovický potok na hranici Mikulášovic a Vilémova

Všechny Mikulášovické vodní toky patří k povodí Labe, a tedy i k úmoří Severního moře. Nejvyšší průtoky lokálních vodních toků se kryjí s táním sněhu a vychází, v závislosti na nadmořské výšce, na únor až březen. Hlavním vodním tokem je Mikulášovický potok, který pramení v horní (východní) části města v nadmořské výšce 475 m. Potok protéká městskou zástavbou západním až severozápadním směrem a v sousedním Vilémově ústí v nadmořské výšce 332 m do Vilémovského potoka. Celková délka toku je 7 km a k jeho nejvydatnějším přítokům patří Studený a Hančperský potok. Odvrácené svahy vrchů na severním okraji katastrálního území odvodňují bezejmenné přítoky Vilémovského potoka a Salmovský potok. Z kopců východně, jižně a západně od zástavby města směřují kratší vodní toky do sousedního Německa. Patří mezi ně Černý potok, Železný potok, Bílý potok, vytvářející hluboké údolí, dále Strouha, Stinný potok, Údolní potok, Räumichtbach, Strážný potok a Tomášovský potok, všechny náležející k povodí Křinice. Na svazích Tanečnice pramení a na německé území směřují Hertigswaldský potok, Mannsgraben, Schwarzes Flüsschen, Rauschendes Flüsschen a Hraniční potok, které náleží do povodí Sebnice.
Na území Mikulášovic se nachází necelé dvě desítky rybníků, z nichž největší je Vágnetrák. Významnou vodní plochou, využívanou pro sportovní a kulturní akce, je zatopený lom poblíž silnice na Velký Šenov. Poté, co byl lom roku 1976 opuštěn, jej zaplnila voda a sloužil pro zásobování města pitnou vodou. V době hospodářské krize bylo mezi lety 1931 a 1932 na Hančperském potoce vybudováno městské koupaliště, skládající se z předehřívací nádrže a dvou bazénů.

### Podnebí
Celé území Mikulášovic se na základě dlouhodobého měření řadí dle Quittovy klasifikace do mírně teplé oblasti MT 4. Průměrná roční teplota v zastavěné části města se pohybuje v rozmezí 6,5–7,0 °C, přičemž v nejvyšších partiích s nadmořskou výškou nad 500 m klesá až pod 6 °C. Nejchladnějším místem je vrcholová část Tanečnice. Nejteplejším měsícem je červenec, nejchladnějším naopak leden. Vzhledem ke geomorfologickým poměrům převažuje západní proudění. Průměrné srážky se dle průměrů starších měření v Mikulášovické pahorkatině pohybují mezi 700 až 800 mm a v polohách přesahujících 500 m n. m. 800 až 900 mm. Od 90. let 20. století se však roční úhrny srážek snižují.

### Ochrana přírody
Do velké části katastru města zasahuje Chráněná krajinná oblast Labské pískovce, jejíž hranice je vedena hlavně po železniční trati 084 Rumburk – Panský – Mikulášovice. Za jihovýchodní hranicí města přechází CHKO v Národní park České Švýcarsko. Na území města nejsou vyhlášena žádná maloplošná chráněná území. Naproti továrně Mikov roste památný strom javor klen, v dolních Mikulášovicích buk lesní Ignaze Röslera a ve středních Mikulášovicích Mayerův jírovec.

## Obyvatelstvo
Ačkoliv němečtí kronikáři svorně tvrdí, že původní osídlení Šluknovského výběžku je německé, svědčí místní názvy o slovanském, konkrétně pak lužickosrbském osídlení. Později byla oblast kolonizována německým obyvatelstvem, patrně z Durynska. 
Počty obyvatel: Roku 1818 v celých Mikulášovicích žilo 3 807 obyvatel, 5 787 obyvatel roku 1869 a roku 1910 již 7 665 obyvatel. Během války zde prý žilo i s nuceně nasazenýma cca 10 000 lidí. Po druhé světové válce má město 3 044 obyvatel (1950), tento počet postupně klesá na současných 2 123 obyvatel (2016).
|                                                                                | 1869  | 1880  | 1890  | 1900  | 1910  | 1921  | 1930  | 1950  | 1961  | 1970  | 1980  | 1991  | 2001  | 2011  |
| ------------------------------------------------------------------------------ | ----- | ----- | ----- | ----- | ----- | ----- | ----- | ----- | ----- | ----- | ----- | ----- | ----- | ----- |
| Obyvatelé                                                                      | 5 228 | 5 940 | 6 201 | 6 546 | 7 025 | 6 135 | 6 167 | 2 887 | 2 586 | 2 488 | 2 611 | 2 457 | 2 325 | 2 067 |
| Domy                                                                           | 590   | 739   | 748   | 796   | 875   | 929   | 967   | 967   | 631   | 554   | 514   | 610   | 563   | 611   |
| Data z roku 1961 zahrnují domy místních částí Mikulášovičky, Salmov a Tomášov. |       |       |       |       |       |       |       |       |       |       |       |       |       |       |

## Obecní správa a politika

### Místní části
- Mikulášovice (Nixdorf)
- Mikulášovičky (Klein Nixdorf)
- Salmov (Salmdorf)
- Tomášov (Thomasdorf)

### Zastupitelstvo a starosta
První svobodné polistopadové volby se v Československu konaly dne 24. listopadu 1990. V Mikulášovicích se o přízeň voličů ucházelo celkem pět politických uskupení: Československá sociální demokracie, Československá strana socialistická, Komunistická strana Československa, Občanské fórum a Sdružení nezávislých kandidátů. Vítězem voleb se se ziskem 44,5 % a sedmi mandáty v patnáctičlenném zastupitelstvu stalo Občanské fórum. Na ustavujícím zasedání nově utvořeného městského zastupitelstva byla 6. prosince 1990 zvolena starostkou Věra Řádková (OF) a místostarostou Václav Provazník (SNK).
Volby do obecních zastupitelstev v roce 1994 připadly na 18. a 19. listopad. Do patnáctičlenného městského zastupitelstva kandidoval jeden nezávislý kandidát a tři politická uskupení: Koalice ODS a LSNS, Komunistická strana Čech a Moravy a Strana podnikatelů, živnostníků a rolníků České republiky. Ustavující zastupitelstvo zvolilo 1. prosince 1994 do funkce starostky podruhé Věru Řádkovou (ODS), místostarostou se stal Jaroslav Čihák (nezávislý za SPŽR ČR).
Ve volbách do městského zastupitelstva, konaných ve dnech 13. a 14. listopadu 1998, kandidovala čtyři politická uskupení: Česká strana sociálně demokratická, Koalice Sdružení pro republiku – Republikánská strana Československa a Sdružení důchodců České republiky, Komunistická strana Čech a Moravy a Občanská demokratická strana. Dne 27. listopadu 1998 zvolilo ustavující zastupitelstvo starostou Jiřího Mayera (ČSSD) a místostarostou Bohumila Žličaře (KSČM). Zastupitelé zvolení za Občanskou demokratickou stranu a postupně také všichni jejich náhradníci podali rezignaci, počet zastupitelů tak poklesl pod dvě třetiny a starosta byl tedy pověřen jednáním s ministerstvem vnitra ohledně vypsání nových voleb. Ty se uskutečnily v termínu 19. června 1999. Kandidovaly v nich čtyři politická uskupení, a to Česká strana sociálně demokratická, Komunistická strana Čech a Moravy, Občanská demokratická strana a Sdružení nezávislých kandidátů. Staronovým starostou byl zvolen Jiří Mayer, místostarostou opět Bohumil Žličař.
Voleb do městského zastupitelstva ve dnech 1. a 2. listopadu 2002 se zúčastnil jeden nezávislý kandidát a čtyři politické strany: Česká strana sociálně demokratická, Komunistická strana Čech a Moravy, Občanská demokratická strana a Volba pro město. Dne 14. listopadu 2002 zvolilo ustavující zasedání zastupitelstva do funkce starosty Stanislava Hladíka (KSČM) a jako místostarostku Mgr. Blanku Trojanovou (nezávislá za ČSSD).
Volby do městského zastupitelstva roku 2006 se konaly v termínu 20. a 21. října. Oproti minulým volebním obdobím se snížil počet členů zastupitelstva na jedenáct a kandidovaly pouze tři politické strany: Česká strana sociálně demokratická, Komunistická strana Čech a Moravy a Občanská demokratická strana. Ustavující zasedání zastupitelstva města zvolilo 1. listopadu 2006 starostou na druhé období Stanislava Hladíka (KSČM) a místostarostkou Ing. Miluši Trojanovou (nezávislá za ČSSD).
V komunálních volbách 2010 kandidovaly do jedenáctičlenného městského zastupitelstva čtyři politické strany: Česká strana sociálně demokratická, Komunistická strana Čech a Moravy, Občanská demokratická strana a Věci veřejné. Na ustavujícím zasedání, které se konalo 10. listopadu 2010, byla starostkou města zvolena Ing. Miluše Trojanová (VV), místostarostou pak Ing. Václav Vlček (nezávislý za ČSSD).
Ve volebním období 2014–2018 měly Mikulášovice jedenáctičlenné zastupitelstvo. V komunálních volbách kandidovala čtyři uskupení: Česká strana sociálně demokratická, Hnutí nezávislých za harmonický rozvoj obcí a měst, Komunistická strana Čech a Moravy a Občanská demokratická strana. Ustavující zasedání dne 6. listopadu 2014 zvolilo starostkou města na druhé funkční období Ing. Miluši Trojanovou (nezávislá za HNHRM), neuvolněným místostarostou byl zvolen Ing. Bc. Emil Bláha (nezávislý za HNHRM). Na zastupitelstvu svolaném na 4. ledna 2018 byla starostka Miluše Trojanová odvolána. Novým starostou se stal dosavadní místostarosta Ing. Bc. Emil Bláha (nezávislý za HNHRM), místostarostou pak Klaus Klinger (nezávislý za HNHRM).
Také ve volebním období 2018–2022 měly Mikulášovice jedenáctičlenné zastupitelstvo. Ve volbách kandidoval rekordní počet uskupení, a to sedm: Česká strana sociálně demokratická, Hnutí nezávislých za harmonický rozvoj obcí a měst, Komunistická strana Čech a Moravy, Mikulášovice 2018, Nezávislí Pro krásné Mikulášovice, Občanská demokratická strana a Starostové a nezávislí. Ustavující zasedání zastupitelstva města se konalo 1. listopadu 2018. Uvolněnou starostkou byla zvolena Ing. Miluše Trojanová (STAN) a uvolněným místostarostou pak Ing. Antonín Bláha (ODS), který byl původně náhradníkem a mandát zastupitele získal po odstoupení zvolené zastupitelky. Volební období bylo poznamenané probíhajícím soudním řízením se starostkou města a jejím manželem ve věci údajného předražení zakázky na rekonstrukci hřbitovní kaple a sporem s vedením místní základní školy, který byl mediálně sledován.
Pro volební období 2022–2026 má mikulášovické zastupitelstvo opět jedenáct zastupitelů. Ve volbách kandidovalo pět volebních uskupení: Nezávislí Pro krásné Mikulášovice, Občanská demokratická strana, Pro lepší město Mikulášovice, Pro naše město a Změna 22. Ustavující zastupitelstvo se sešlo 25. října 2022. Uvolněným starostou byl zvolen Bc. Aleš Jandus (Změna 22) a neuvolněnou místostarostkou Mgr. Jana Šedová (Změna 22).

### Představitelé města

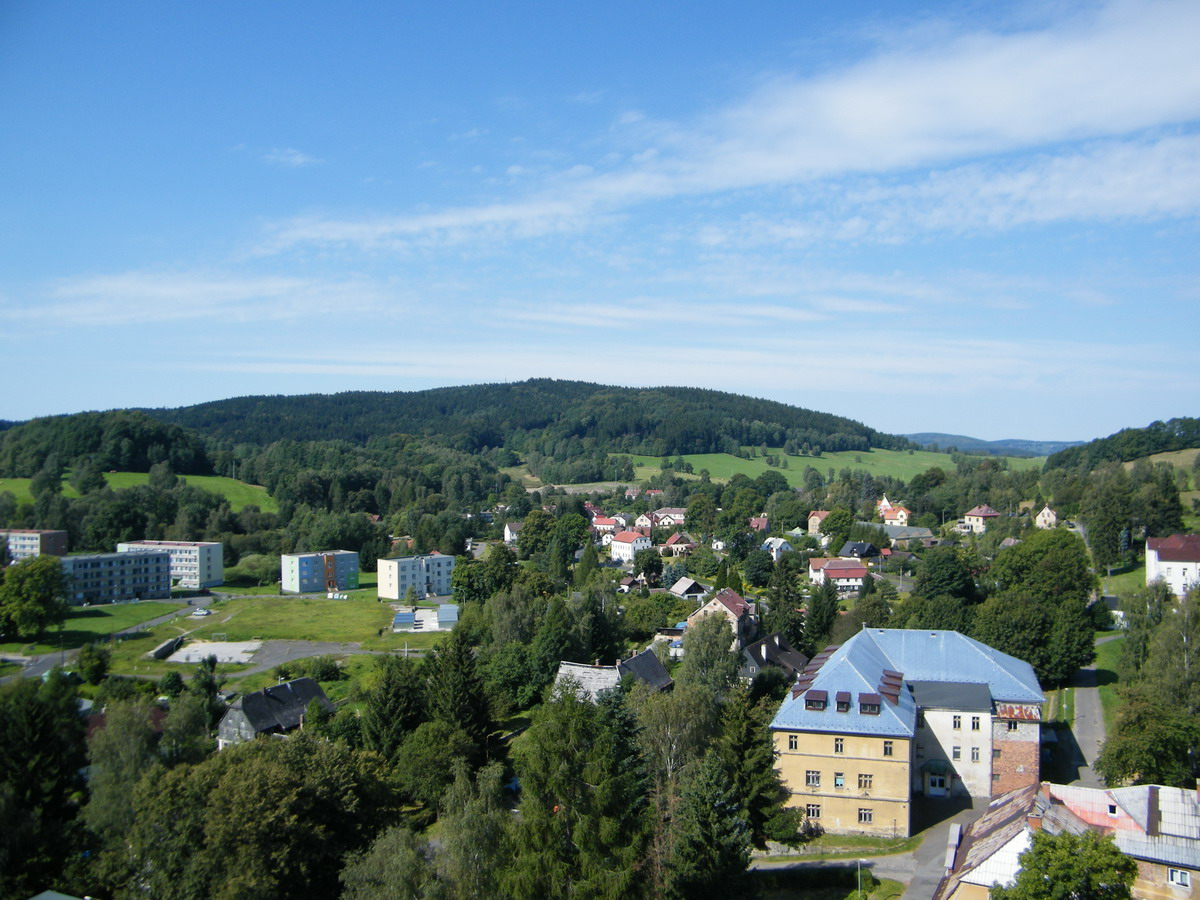
Pohled na město z věže kostela

Starostové obce (1850–1916)
- 1850–1854 MUDr. Anton Kasper
- 1854–1859 Johann Endler
- 1860–1872 Emanuel Wentzel
- 1872–1876 Josef Haymann
- 1876–1886 Ferdinand Günzel
- 1886–1887 Theodor Hesse (správce úřadu)
- 1887–1890 Josef Pietschmann
- 1890–1896 Johann Maschke
- 1896–1908 Franz Josef Dittrich
- 1908–1910 Raimund Fischer starší
- 1910–1911 Ignaz Riegert
- 1911–1916 MUDr. Adolf Rösler

Starostové města (1916–1945)
- 1916–1919 MUDr. Adolf Rösler
- 1919–1920 Vinzenz Funke
- 1920 Johann Opitz
- 1920–1932 Josef Ferdinand Werner (v letech 1920–1921 správce úřadu)
- 1932–1933 Ing. August Teichmann
- 1933–1939 Johann Weber
- 1939–1945 Alfred Zabel

Předsedové místní správní komise (1945–1946)
- 1945 Vladimír Hladílek
- 1945 Zdeněk Hudeček
- 1945 František Kuchrýk
- 1945–1946 Jan Šedý

Předsedové místního národního výboru (1946–1964)
- 1946 Marie Vančurová
- 1946–1947 Ludvík Brunner
- 1947–1948 Josef Toušek
- 1947–1950 Ludvík Brunner
- 1950–1952 Josef Lustig
- 1952–1953 Jan Dvořák
- 1953–1954 Jindřich Fajfer
- 1954 Jan Dvořák
- 1954–1963 Václav Podzimek
- 1963–1964 Jiří Hammerbauer

Předsedové městského národního výboru (1964–1990)
- 1964–1970 Jiří Hammerbauer
- 1970–1976 František Mäsiar
- 1976–1990 Josef Hýbl

Starostové města (od 1990)
- 1990–1998 Věra Řádková
- 1998–2002 Jiří Mayer
- 2002–2010 Stanislav Hladík
- 2010–2018 Ing. Miluše Trojanová
- 2018 Ing. Bc. Emil Bláha
- 2018–2022 Ing. Miluše Trojanová
- 2022–dosud Bc. Aleš Jandus

### Městské symboly

#### Znak
Obecní rada schválila 4. října 1913 žádost o povýšení své více než sedmitisícové obce na město. Kvůli první světové válce se vyřízení žádosti značně protáhlo a císař František Josef I. (1848–1916) povýšil Mikulášovice na město až 1. února 1916. Z mnoha návrhů městského znaku vybralo zastupitelstvo práci Hanse Scharfena, profesora místní „C. k. průmyslové školy pro kovozpracující průmysl“. Návrh představoval modro-zlatě polcený štít s patou vyvedenou v hnědé (přirozená barva půdy). Horní okraj štítu zakončovaly čtyři půlkruhové, dolů prohnuté křivky. V modrém poli byla umístěna přízemní továrna ve stříbrné barvě s pouze částečně viditelnými černými tabulovými okny, střecha byla červená. Před budovou stál červený komín zakončený nahoře lapačem jisker a s černým topeništěm v dolní části. Ve zlatém poli byl umístěn vztyčený stříbrný meč se zlatým jílcem a záštitou. Na jílec meče měl navlečený zelený vavřínový věnec. Jílec doplňoval na dvě části rozdělený černý letopočet 1916. Patu symbolizující pole, doplňovalo čtrnáct obilných klasů umístěných vedle sebe. Návrh znaku zaslali představitelé města ke schválení 9. května 1916.
| Modro-zlatě polcený štít. Vpravo vyniká stříbrný kvádrovaný tovární komín s černým lapačem jisker a černým topeništěm na odstupňovaném podstavci; komín provázejí dva zlaté obilné klasy každý s dvěma listy. Vlevo meč s vavřínovým věncem navlečeným na čepel, vše v přirozené barvě a po stranách rukojeti po dvou černých číslicích letopočtu 1916. Na štítě stříbrná zděná koruna s pěti stínkami. |
| |

Navržený znak posuzoval Karl Schornböck, přednosta Šlechtického archivu vídeňského ministerstva vnitra a znakový cenzor. Ten vedení města upozornil, že návrh dokonce několikrát porušuje heraldické zvyklosti: hnědá pata, červený komín a střecha továrny v modrém poli, zlatá záštita a jílec ve zlatém poli, stejně tak pro heraldiku neznámá figura tovární budovy. Schörnbock mimo jiné navrhl nahrazení továrny s komínem ozubeným kolem a doplnění znaku stříbrnou korunou. Městské zastupitelstvo ozubené kolo odmítlo a navrhlo záměnu za tovární komín. V následujících měsících došlo ještě k dalším úpravám navrhovaného znaku, například vypuštění paty či změna tinktury figur. Autorem postupně upravovaných návrhů znaku se stal znovu Hans Scharfen. Definitivní podobu městského znaku schválil 1. února 1917 císař Karel I. (1916–1918).

#### Vlajka
Roku 2005 zažádalo město o udělení městské vlajky, jejímž autorem je Stanislav Kasík. Předseda Poslanecké sněmovny Parlamentu České republiky Lubomír Zaorálek ji městu udělil 5. prosince 2005 na základě svého rozhodnutí č. 62 z 15. listopadu 2005. Vlajka s poměrem stran 2:3 se čtyřmi svislými pruhy vychází z podoby městského znaku.

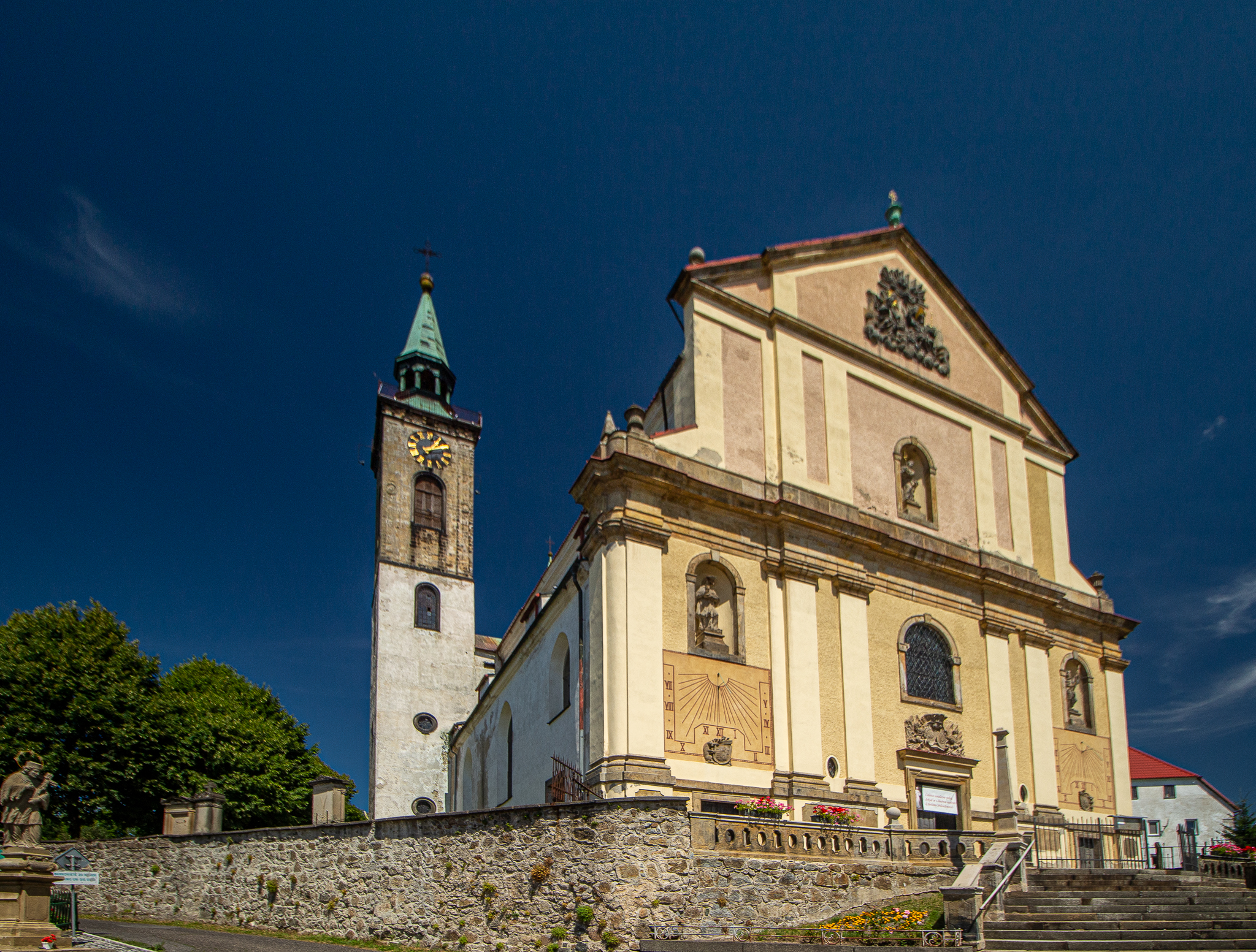
Kostel svatého Mikuláše

## Kultura
V Mikulášovicích se až do roku 1938 jezdily takzvané velikonoční jízdy neboli jízdy křižáků (německy Osterreiten nebo Kreuzreiten, hornolužicky jutrowne jechanje nebo hovorově křižerje), zvyk, který se do současnosti (2011) dochoval jen v Lužici.
V roce 2011 byla velikonoční jízda obnovena. V roce 2011 se jí zúčastnilo 7 jezdců na koni, podpořili je zpěváci a muzikanti, kteří šli pěšky.

## Hospodářství

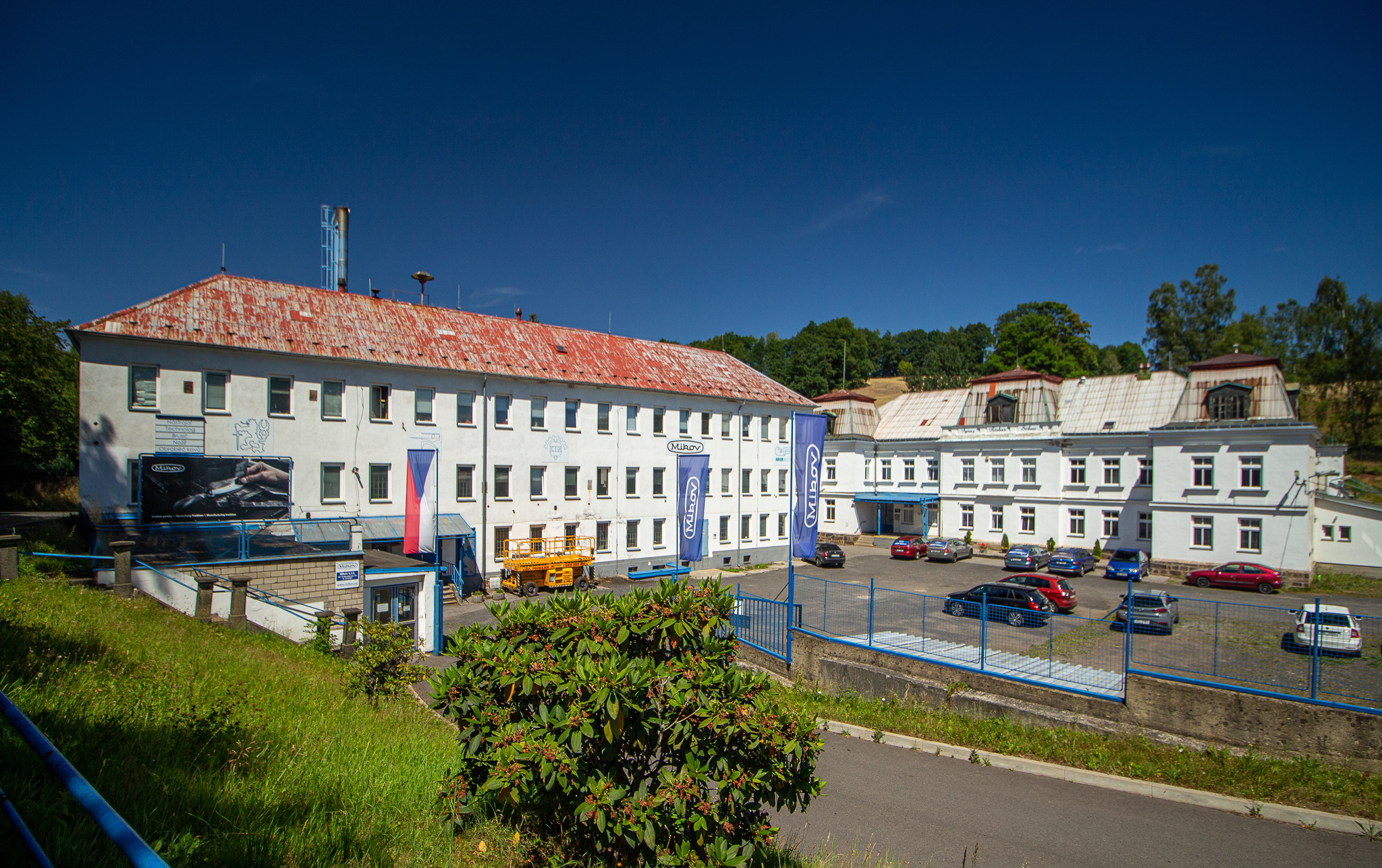
Továrna Mikov

### Doprava
Při východní hranici katastrálního území Mikulášovice prochází silnice druhé třídy II/265, ze které odbočuje silnice třetí třídy III/26510. Ta tvoří páteřní komunikaci celého města a směřuje dále do Vilémova. Ve středních Mikulášovicích z ní odbočují silnice třetí třídy III/26511 ve směru na Hraniční vrch a Hinterhermsdorf, III/26512 ve směru Tomášov a Hertigswalde a III/26514 ve směru Velký Šenov. Místní část Salmov protíná silnice III/26513.
Mikulášovicemi prochází dvě železniční trati. Roku 1884 začala veřejnosti a průmyslovým podnikům sloužit železniční stanice Mikulášovice dolní nádraží, která leží na trati 083 Rumburk – Sebnitz. V této stanici zároveň končí železniční trať 084 Rumburk – Panský – Mikulášovice se zastávkami Mikulášovice střed a Mikulášovice horní nádraží.

## Pamětihodnosti

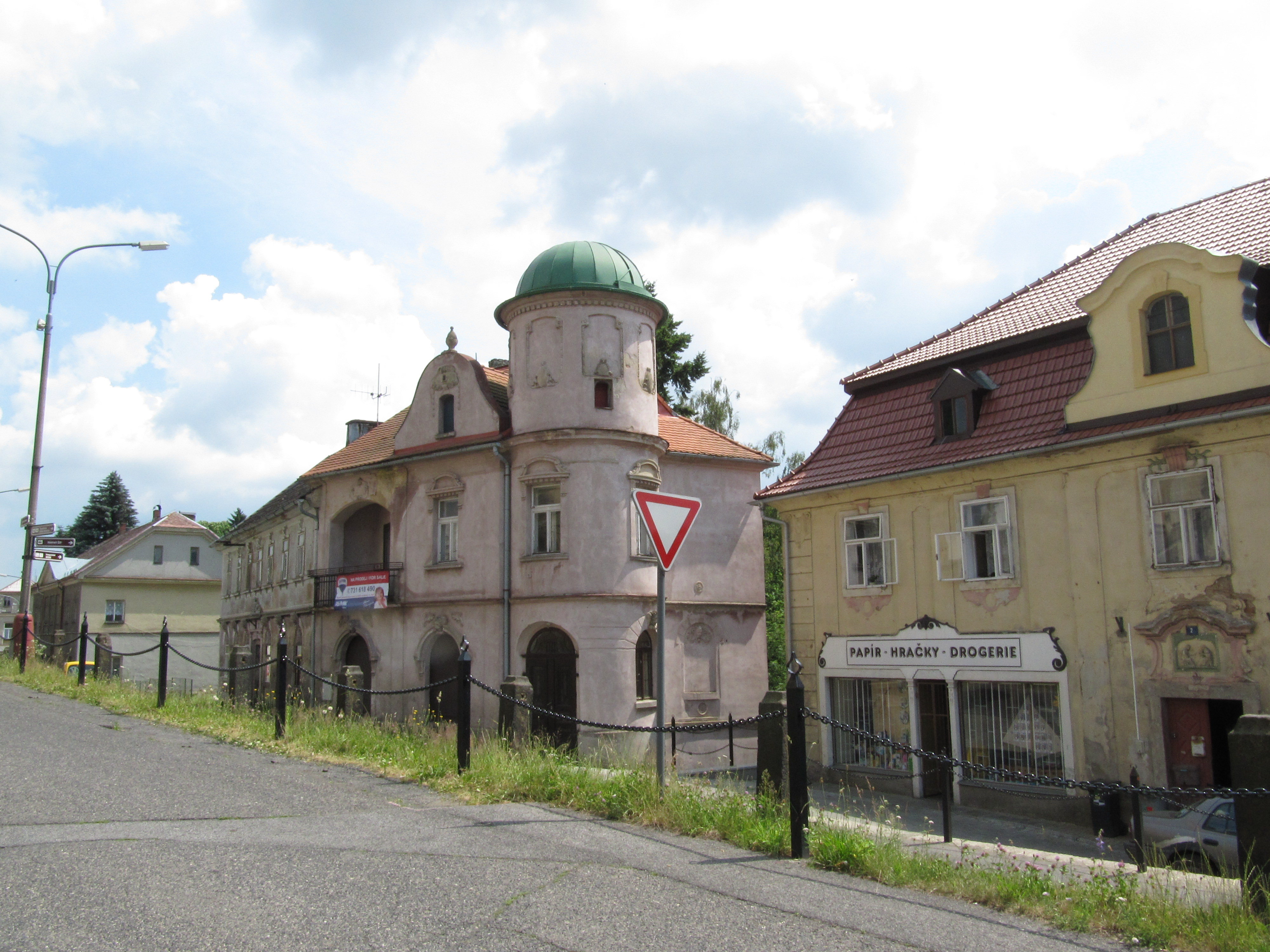
Hvězdárna Adolfa Krauseho společně s domem čp. 2

Jednou ze stavebních dominant města je barokní kostel svatého Mikuláše, postavený v letech 1743–1751 na místě staršího chrámu. V jeho okolí se nachází nejstarší zástavba města. Do ní patří např. Hotel Ron (čp. 5), Císařský dům (čp. 2), ve kterém 20. září 1779 přenocoval císař Josef II., dvojdům lékárna a hvězdárna (čp. 4 a 1002), tzv. Červený kříž (čp. 8), bývalá fara (čp. 10) či Römischův dvůr (tzv. stará spořitelna, čp. 574). Na návrší nedaleko kostela se rozkládá městský hřbitov, vybudovaný v letech 1871–1872 (stará část), rozšířený 1914 (nová část), na kterém stojí filiální kostel Nanebevstoupení Páně. V zástavbě města se nachází řada zajímavých podstávkových domů, ojediněle se dochovaly měšťanské domy s historizujícími fasádami. V letech 1710–1925 vyrostla na katastru města desítka kaplí: roku 1710 kaple Tří otců, 1718 Wähnerova kaple, 1724 Balzerova kaple, 1733 Melchiorova kaple (zbořená) a Fürleova kaple (do dnešní podoby přestavěná v 19. století), 1742 kaple Nejsvětější Trojice, 1803 kaple Matky Boží (zbořená, obnovena 2015). Poslední tři kaple byly postaveny v místních částech města: 1812 kaple Nejsvětějšího Srdce Ježíšova na Salmově, 1890 kaple svatého Josefa v Mikulášovičkách (zbořená) a 1925 kaple Panny Marie na Tomášově. Na vrchu Tanečnice, nejvyšším bodu Mikulášovic, stojí nejsevernější rozhledna Česka. Památkově chráněné jsou rovněž některé lidové stavby: čp. 311, 449, 450 a 516.

## Osobnosti

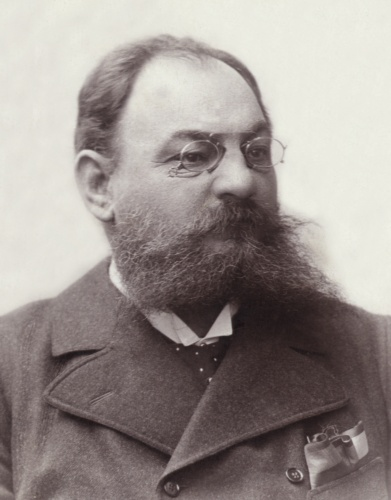
MUDr. Franz Kindermann

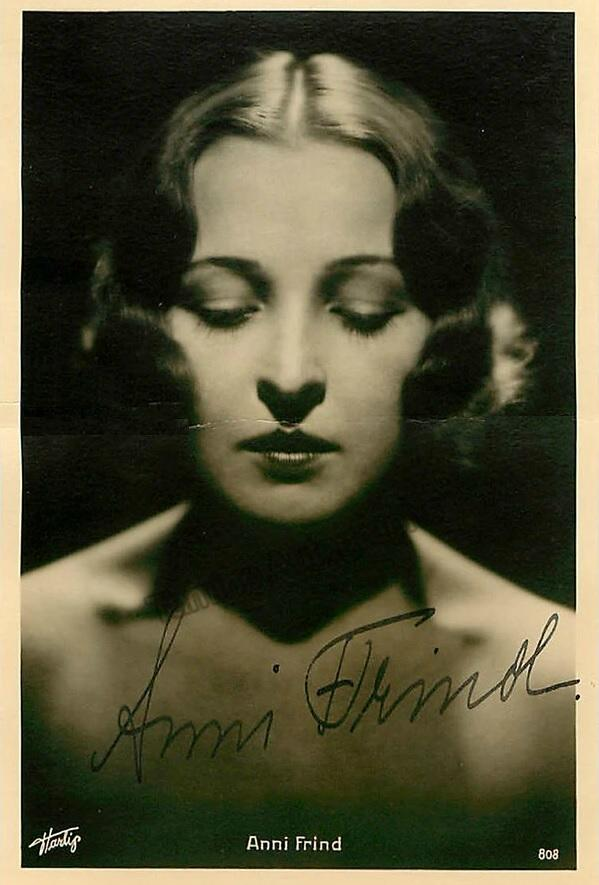
Anni Frind

- Franz Zacharias Römisch (1757–1832), podnikatel v textilním průmyslu, mecenáš umění. Roku 1802 přesídlil na panství Malá Skála, které zakoupil, v roce 1823 byl povýšen do šlechtického stavu.
- Ignaz Rösler (1765–1837), podnikatel a zakladatel nožířského průmyslu v Mikulášovicích, kde vybudoval továrnu na výrobu nožů s 200 zaměstnanci. V roce 1819 byl povýšen do šlechtického stavu.
- Anton Rösler (1785–1850), varhaník v kostele svatého Mikuláše, učitel ve farní škole a hudební skladatel.
- Agnes Theresia Heinová (1792–1856), od roku 1849 až do své smrti abatyše cisterciáckého kláštera Sankt Marienthal v Horní Lužici. V roce 1855 věnovala mikulášovickému kostelu oltář s ostatky svaté Gaudencie.
- Filip Stanislav Kodym (1811–1884), český lékař, přírodovědec, novinář a politik, který v letech 1838 až 1842 působil v Mikulášovicích jako lékař.
- Franz Schidlik (1814–1900), narozen na Tomášově, celoevropsky proslulý hudebník, především hráč na hoboj.
- Franz Dittrich (1815–1859), lékař v oboru patologie, vědec, vysokoškolský profesor a rektor univerzity v Erlangenu.
- Franz Julius Heine (1823–1902), narozený v Salmově, pasíř, podnikatel v Praze a mecenáš.
- Franz Kindermann (1842–1921), praktický a posléze nemocniční lékař v Mikulášovicích, člen obecní rady, poslanec Říšské rady a Českého zemského sněmu.
- Josef Bartmann (1868–1947), učitelem na mikulášovické měšťanské škole, básník, vlastivědec, historik, autor učebnic a naučných publikací, hudebník a hudební skladatel.
- Robert Hütter (1877–1940), učitel a posléze řídící učitel a starosta v Brtníkách, poslanec Českého zemského sněmu a senátor.
- Rudolf Schránil (1885–1957), právník, vysokoškolský profesor v oblasti práva, rektor.
- Adolf Krause (1887–1939), mikulášovický lékárník a amatérský astronom, který nechal postavit místní hvězdárnu.
- Anni Frind (1900–1987), operní a operetní pěvkyně, která zažila vrchol kariéry ve 20. a 30. letech 20. století, učitelka zpěvu, odpůrkyně nacismu.
- Franz Schütz (1906–2000), učitel obecné školy, později restaurátor a vysokoškolský pedagog, řezbář betlémů.
- Robert Franze (1910–2003), římskokatolický kněz, vězeň koncentračního tábora Dachau, za pastorační činnost získal titul monsignore.
- Tomáš Fúsek (* 1966), redaktor Mikulášovických novin, několikanásobný mistr České republiky v turistickém závodě.